# Геохронологічна шкала

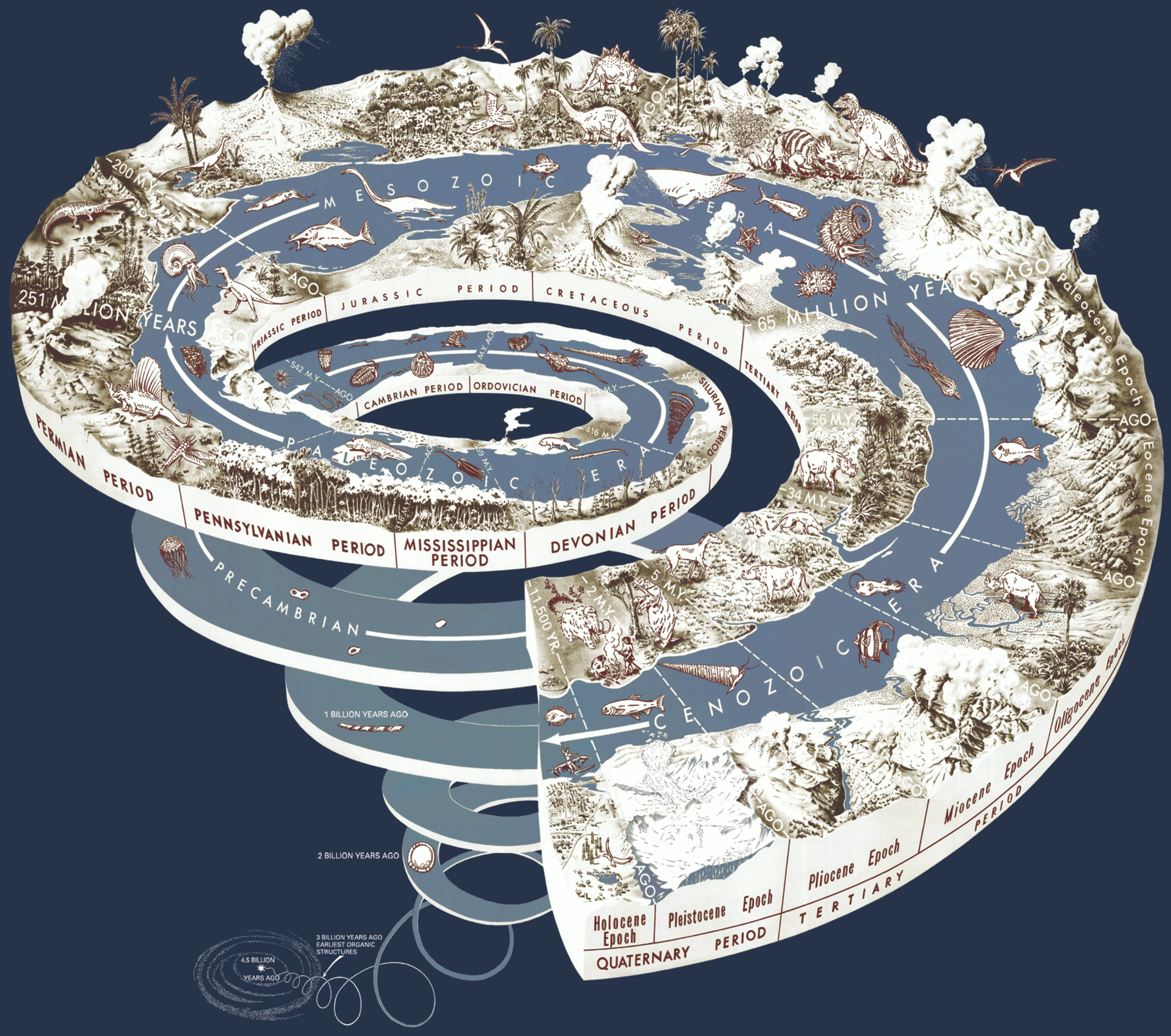
Геохронологічна шкала у вигляді спіралі

Геохронологі́чна шкала́ (англ. geological dating, geochronological scale; нім. geologische Zeitrechnung f) — послідовний ряд геохронологічних еквівалентів загальних стратиграфічних підрозділів та їх таксономічної підлеглості.

## Загальний опис
Кожному геохронологічному підрозділові відповідає підрозділ стратиграфічний — матеріальний вираз гірських утворень певного геологічного часу. Стратиграфічні підрозділи об'єднуються в стратиграфічну шкалу, що відбиває послідовність стратиграфічних підрозділів осадових, вулканічних та метаморфічних порід.

## Історія запровадження
У другій половині XIX століття, у 1881—1900 роках, на II—VIII сесіях Міжнародного геологічного конгресу (МГК) були ухвалені головні принципи ієрархії і номенклатура більшості сучасних геохронологічних підрозділів. З часом базова схема 1900 року Міжнародної геохронологічної шкали французького геолога Е. Ренев'є уточнювалася й видозмінювалась.
Геологічні періоди отримували власні назви й перейменовувались за різними ознаками. Найчастіше використовували географічні назви тих місцевостей, де стратиграфія періоду була вперше науково виділена й описана. Так, назва кембрійського періоду походить від лат. Cambria, назви Уельсу, коли він був у складі Римської імперії, девонського — від графства Девоншир в Англії, пермського — від Пермського краю, юрського — від гір Юра в Альпах. На честь стародавніх племен названі вендський (венди — німецька назва слов'янського народу лужицьких сербів), ордовицький і силурійський (племена кельтів) періоди. Рідше використовувалися назви, пов'язані зі складом порід. Кам'яновугільний період названий через велику кількість вугільних пластів, а крейдовий — через широке поширення письмової крейди.
Великий внесок в розробку Геохронологічної шкали вніс американський палеонтолог Престон Клауд.
В Україні за радянських часів ініціатором радіометричних досліджень в 1930-х роках був В. І. Вернадський.

## Принципи побудови
Відносний геологічний вік порід, які містять палеонтологічні рештки, визначають на підставі палеонтологічних методів: біостратиграфічного, спорово-пилкового та інших. У докембрійських породах органічні рештки трапляються рідко, тому провідне значення при розчленуванні цих порід належить методу ізотопного аналізу. При зіставленні осадових гірських порід, які не містять палеонтологічних решток, магматичних порід та при стратиграфічному розчленуванні кернів користуються літологічними і геохімічними методами, геофізичними методами розвідки, даними палеомагнітних досліджень.

## Значення
Розчленування шарів гірських порід і зіставлення різних стратиграфічних підрозділів дає змогу робити висновки про геологічну історію та будову конкретних досліджуваних районів, складати геологічні карти, проводити розшуки і розвідку корисних копалин.

## Сучасний варіант геохронологічної шкали
У таблиці подано сучасний варіант геохронологічної шкали.
| ?                 | Еон                    | Ера             | Період | Епоха | Вік | Визначні події | Початок, млн років тому |
| ----------------- | ---------------------- | --------------- | --- | --- | --- | --- | ----------------------- |
| —                 | Ф а н е р о з о й      | Кайнозой, Kz    | Антропоген, Q | Голоцен, Q2 | Мегхалай | Вік розпочався із глобальної посухи. Малий льодовиковий стадіал у Північній півкулі у період між 1400 та 1850 роками. Виверження Тамбори 1815 року призвело до року без літа у Європі та Північній Америці. Рівень людської активності відіграє істотну роль географічній оболонці Землі, стає справжнім геологічним фактором. Початок глобального потепління та кліматичних змін спричинених, ймовірно, викидами людством парникових газів у процесі його розвитку. | 0,0042                  |
| —                 | Ф а н е р о з о й      | Кайнозой, Kz    | Антропоген, Q | Голоцен, Q2 | Нортгриппій | Кліматичний оптимум. Осциляція Мезокко спричинила тимчасове глобальне похолодання. Рівень вод Світового океану продовжує підвищуватись, утворюються Перська затока, Азовське море. Становлення людської цивілізації — початок землеробства, поява перших прото-міст, бронзова доба. | 0,0082                  |
| —                 | Ф а н е р о з о й      | Кайнозой, Kz    | Антропоген, Q | Голоцен, Q2 | Ґренландій | Закінчення останнього зледеніння, початок інтергляціалу. Рівень вод Світового океану підіймається, затоплюються великі масиви суходолу, Доггерленд, Сундаленд. Утворюється найбільша пустеля планети — Сахара. | 0,0117                  |
| —                 | Ф а н е р о з о й      | Кайнозой, Kz    | Антропоген, Q | Плейстоцен, Q1 | Тарант | Мікулинське міжльодовиків'я змінилось останнім льодовиковим періодом, що закінчився пізнім дріасом. Четвертинне вимирання плейстоценової мегафауни. Виверження вулкана Тоба. | 0,126                   |
| —                 | Ф а н е р о з о й      | Кайнозой, Kz    | Антропоген, Q | Плейстоцен, Q1 | Чибаній | Циклічні амплітудні коливання кліматичних показників — проблема 100 000 років. Поява людини розумної (Homo sapiens). | 0,781                   |
| —                 | Ф а н е р о з о й      | Кайнозой, Kz    | Антропоген, Q | Плейстоцен, Q1 | Калабрій | Подальше охолодження клімату. Поява людини прямоходячої (Homo erectus). | 1,80                    |
| —                 | Ф а н е р о з о й      | Кайнозой, Kz    | Антропоген, Q | Плейстоцен, Q1 | Гелазій | Розвиток четвертинного зледеніння. Розвиток плейстоценової мегафауни. Поява людини умілої (Homo habilis). | 2,58                    |
| —                 | Ф а н е р о з о й      | Кайнозой, Kz    | Неоген, N | Пліоцен, N2 | П'яченций, N2pla | Розвивається Ґренландський льодовиковий щит. Австралопітеки (Australopithecus) звичайні гомініди на теренах Східної Африки. | 3,600                   |
| —                 | Ф а н е р о з о й      | Кайнозой, Kz    | Неоген, N | Пліоцен, N2 | Занклій, N2zan | На планеті панує прохолодний клімат. Відбувається заповнення басейну Середземного моря водами Атлантичного океану — Занклійський потоп. Ардипітек (Ardipithecus) в Африці. | 5,333                   |
| —                 | Ф а н е р о з о й      | Кайнозой, Kz    | Неоген, N | Міоцен, N1 | Мессіній, N1mes | На планеті панує прохолодний льодовиковий клімат, розвинення Східноантарктичного льодовикового щита. Відбувається висихання солоних озер замкненого басейну на місці сучасного Середземного моря — Мессінський пік солоності. Відбувається поступове розходження гілок шимпанзе і людини від спільного предка. У центральній частині Африки живе сахельантроп (Sahelanthropus tchadensis). | 7,246                   |
| —                 | Ф а н е р о з о й      | Кайнозой, Kz    | Неоген, N | Міоцен, N1 | Тортон, N1tor | На планеті панує прохолодний льодовиковий клімат, розвинення Східноантарктичного льодовикового щита. Відбувається висихання солоних озер замкненого басейну на місці сучасного Середземного моря — Мессінський пік солоності. Відбувається поступове розходження гілок шимпанзе і людини від спільного предка. У центральній частині Африки живе сахельантроп (Sahelanthropus tchadensis). | 11,63                   |
| —                 | Ф а н е р о з о й      | Кайнозой, Kz    | Неоген, N | Міоцен, N1 | Серравалій, N1srv | На планеті теплішає під час середньоміоценового кліматичного оптимуму. Відбувається середньоміоценове вимирання деяких таксонів. | 13,82                   |
| —                 | Ф а н е р о з о й      | Кайнозой, Kz    | Неоген, N | Міоцен, N1 | Лангій, N1lan | На планеті теплішає під час середньоміоценового кліматичного оптимуму. Відбувається середньоміоценове вимирання деяких таксонів. | 15,97                   |
| —                 | Ф а н е р о з о й      | Кайнозой, Kz    | Неоген, N | Міоцен, N1 | Бурдігал, N1bur | У Євразії продовжується альпійський орогенез; у Новій Зеландії під час кайкурського орогенезу формуються Південні Альпи. Широко поширюються ліси на планеті, трави зустрічаються повсюдно. Концентрація вуглекислого газу (CO2) в атмосфері знижується з 650 до 100 ppm. З'являються сучасні родини ссавців (Mammalia) і птахів (Aves). Диверсифікація коней (Equidae) і мастодонтів (Mammutidae). Поява спільного предка людиноподібних мавп (Hominoidea) і людини (Homo). | 20,44                   |
| —                 | Ф а н е р о з о й      | Кайнозой, Kz    | Неоген, N | Міоцен, N1 | Аквітан, N1aqt | У Євразії продовжується альпійський орогенез; у Новій Зеландії під час кайкурського орогенезу формуються Південні Альпи. Широко поширюються ліси на планеті, трави зустрічаються повсюдно. Концентрація вуглекислого газу (CO2) в атмосфері знижується з 650 до 100 ppm. З'являються сучасні родини ссавців (Mammalia) і птахів (Aves). Диверсифікація коней (Equidae) і мастодонтів (Mammutidae). Поява спільного предка людиноподібних мавп (Hominoidea) і людини (Homo). | 23,03                   |
| —                 | Ф а н е р о з о й      | Кайнозой, Kz    | Палеоген, Ꝑ | Олігоцен, Ꝑ3 | Хатт, Ꝑ3h | Еоцен-олігоценове вимирання. Початок розширення антарктичного заледеніння. Швидка еволюція та диверсифікація наземної фауни, особливо ссавців (Mammalia). Еволюційна радіація сучасних таксонів квіткових рослин (Magnoliophyta). | 27,82                   |
| —                 | Ф а н е р о з о й      | Кайнозой, Kz    | Палеоген, Ꝑ | Олігоцен, Ꝑ3 | Рюпель, Ꝑ3r | Еоцен-олігоценове вимирання. Початок розширення антарктичного заледеніння. Швидка еволюція та диверсифікація наземної фауни, особливо ссавців (Mammalia). Еволюційна радіація сучасних таксонів квіткових рослин (Magnoliophyta). | 33,9                    |
| —                 | Ф а н е р о з о й      | Кайнозой, Kz    | Палеоген, Ꝑ | Еоцен, Ꝑ2 | Приабон, Ꝑ2p | Помірний, прохолодний клімат на планеті. Процвітають та розвиваються архаїчні ссавці: креодонти (Creodonta), кондиляртри (Condylarthra), уїнтатерії (Uintatheriidae) тощо. Поява декількох «сучасних» родин ссавців. У водах відбувається диверсифікація примітивних китів (Cetacea). На суходолі з'являються перші злакові трави. Антарктиди знов вкривається крижаним панцирем. Закінчуються ларамійський і сев'єрський орогенези Скелястих гір у Північній Америці; розпочинається альпійський орогенез у Альпах та елладський в Егейському морі в Європі. | 37,8                    |
| —                 | Ф а н е р о з о й      | Кайнозой, Kz    | Палеоген, Ꝑ | Еоцен, Ꝑ2 | Бартон, Ꝑ2b | Помірний, прохолодний клімат на планеті. Процвітають та розвиваються архаїчні ссавці: креодонти (Creodonta), кондиляртри (Condylarthra), уїнтатерії (Uintatheriidae) тощо. Поява декількох «сучасних» родин ссавців. У водах відбувається диверсифікація примітивних китів (Cetacea). На суходолі з'являються перші злакові трави. Антарктиди знов вкривається крижаним панцирем. Закінчуються ларамійський і сев'єрський орогенези Скелястих гір у Північній Америці; розпочинається альпійський орогенез у Альпах та елладський в Егейському морі в Європі. | 41,2                    |
| —                 | Ф а н е р о з о й      | Кайнозой, Kz    | Палеоген, Ꝑ | Еоцен, Ꝑ2 | Лютец, Ꝑ2l | Дві перехідні події глобального потепління (ПЕТМ і ETM-2) і потепління клімату до еоценового кліматичного оптимуму. Внаслідок стрімкого поширення прісноводних папоротей азола (Azolla) концентрація вуглекислого газу (CO2) в атмосфері знижується з 3500 до 650 ppm, що в подальшому призвело до тривалого періоду похолодання. Індійський субконтинент врізається в Азію, розпочинається гімалайський орогенез. | 47,8                    |
| —                 | Ф а н е р о з о й      | Кайнозой, Kz    | Палеоген, Ꝑ | Еоцен, Ꝑ2 | Іпр, Ꝑ2i | Дві перехідні події глобального потепління (ПЕТМ і ETM-2) і потепління клімату до еоценового кліматичного оптимуму. Внаслідок стрімкого поширення прісноводних папоротей азола (Azolla) концентрація вуглекислого газу (CO2) в атмосфері знижується з 3500 до 650 ppm, що в подальшому призвело до тривалого періоду похолодання. Індійський субконтинент врізається в Азію, розпочинається гімалайський орогенез. | 56,0                    |
| —                 | Ф а н е р о з о й      | Кайнозой, Kz    | Палеоген, Ꝑ | Палеоцен, Ꝑ1 | Танет, Ꝑ1t | Вік розпочався з падіння Чиксулубського метеориту на території сучасного півострова Юкатан, що пов'язують з крейдово-палеогеновим глобальним вимиранням. На планеті поширений спекотний і вологий тропічний клімат. Поява сучасної рослинності. Еволюційна радіація ссавців (Mammalia), що займають усі екологічні ніші, що їх звільнили зниклі динозаври (Dinosauria). Ссавці сягають значних розмірів (невеличких бегемотів). Розпочинається альпійський орогенез, від Атлаських гір у північно-західній Африці, через Альпи, Карпати, Кавказ, Гімалаї до бірмано-малайських хребтів у Азії. | 59,2                    |
| —                 | Ф а н е р о з о й      | Кайнозой, Kz    | Палеоген, Ꝑ | Палеоцен, Ꝑ1 | Зеландій, Ꝑ1z | Вік розпочався з падіння Чиксулубського метеориту на території сучасного півострова Юкатан, що пов'язують з крейдово-палеогеновим глобальним вимиранням. На планеті поширений спекотний і вологий тропічний клімат. Поява сучасної рослинності. Еволюційна радіація ссавців (Mammalia), що займають усі екологічні ніші, що їх звільнили зниклі динозаври (Dinosauria). Ссавці сягають значних розмірів (невеличких бегемотів). Розпочинається альпійський орогенез, від Атлаських гір у північно-західній Африці, через Альпи, Карпати, Кавказ, Гімалаї до бірмано-малайських хребтів у Азії. | 61,6                    |
| —                 | Ф а н е р о з о й      | Кайнозой, Kz    | Палеоген, Ꝑ | Палеоцен, Ꝑ1 | Даній, Ꝑ1d | Вік розпочався з падіння Чиксулубського метеориту на території сучасного півострова Юкатан, що пов'язують з крейдово-палеогеновим глобальним вимиранням. На планеті поширений спекотний і вологий тропічний клімат. Поява сучасної рослинності. Еволюційна радіація ссавців (Mammalia), що займають усі екологічні ніші, що їх звільнили зниклі динозаври (Dinosauria). Ссавці сягають значних розмірів (невеличких бегемотів). Розпочинається альпійський орогенез, від Атлаських гір у північно-західній Африці, через Альпи, Карпати, Кавказ, Гімалаї до бірмано-малайських хребтів у Азії. | 66,0                    |
| —                 | Ф а н е р о з о й      | Мезозой, Mz     | Крейда, K | Пізня, K2 | Маастрихт, K2m | Розквіт квіткових рослин та запиляючих їх комах. З'являється багато сучасних костистих риб. Усюди в морях поширені амоніти (Ammonitida), белемніти (Belemnites), губки (Spongia), двостулкові (Bivalvia), морські їжаки (Echinoidea). Поява багатьох нових типів динозаврів на суходолі — тиранозаври (Tyrannosauridae), титанозаври (Titanosauridae), гадрозаври (Hadrosauridae) та цератопси (Ceratopsidae); у воді — крокодили-евзухії (Crocodilia), мозазаври (Mosa). У морях панували сучасні акули. Примітивні птахи змінюють птерозаврів (Pterosauria). Починаються ларамійський та сев'єрський орогенези у Скелястих горах. Розпад Гондвани. Концентрація вуглекислого газу (CO2) в атмосфері сягає сучасного рівня. Розвиваються однопрохідні (Monotremata), сумчасті (Metatheria) та плацентарні (Eutheria) звірі. | 72,1 ±0,2               |
| —                 | Ф а н е р о з о й      | Мезозой, Mz     | Крейда, K | Пізня, K2 | Кампан, K2km | Розквіт квіткових рослин та запиляючих їх комах. З'являється багато сучасних костистих риб. Усюди в морях поширені амоніти (Ammonitida), белемніти (Belemnites), губки (Spongia), двостулкові (Bivalvia), морські їжаки (Echinoidea). Поява багатьох нових типів динозаврів на суходолі — тиранозаври (Tyrannosauridae), титанозаври (Titanosauridae), гадрозаври (Hadrosauridae) та цератопси (Ceratopsidae); у воді — крокодили-евзухії (Crocodilia), мозазаври (Mosa). У морях панували сучасні акули. Примітивні птахи змінюють птерозаврів (Pterosauria). Починаються ларамійський та сев'єрський орогенези у Скелястих горах. Розпад Гондвани. Концентрація вуглекислого газу (CO2) в атмосфері сягає сучасного рівня. Розвиваються однопрохідні (Monotremata), сумчасті (Metatheria) та плацентарні (Eutheria) звірі. | 83,6 ±0,2               |
| —                 | Ф а н е р о з о й      | Мезозой, Mz     | Крейда, K | Пізня, K2 | Сантон, K2s | Розквіт квіткових рослин та запиляючих їх комах. З'являється багато сучасних костистих риб. Усюди в морях поширені амоніти (Ammonitida), белемніти (Belemnites), губки (Spongia), двостулкові (Bivalvia), морські їжаки (Echinoidea). Поява багатьох нових типів динозаврів на суходолі — тиранозаври (Tyrannosauridae), титанозаври (Titanosauridae), гадрозаври (Hadrosauridae) та цератопси (Ceratopsidae); у воді — крокодили-евзухії (Crocodilia), мозазаври (Mosa). У морях панували сучасні акули. Примітивні птахи змінюють птерозаврів (Pterosauria). Починаються ларамійський та сев'єрський орогенези у Скелястих горах. Розпад Гондвани. Концентрація вуглекислого газу (CO2) в атмосфері сягає сучасного рівня. Розвиваються однопрохідні (Monotremata), сумчасті (Metatheria) та плацентарні (Eutheria) звірі. | 86,3 ±0,5               |
| —                 | Ф а н е р о з о й      | Мезозой, Mz     | Крейда, K | Пізня, K2 | Коньяк, K2k | Розквіт квіткових рослин та запиляючих їх комах. З'являється багато сучасних костистих риб. Усюди в морях поширені амоніти (Ammonitida), белемніти (Belemnites), губки (Spongia), двостулкові (Bivalvia), морські їжаки (Echinoidea). Поява багатьох нових типів динозаврів на суходолі — тиранозаври (Tyrannosauridae), титанозаври (Titanosauridae), гадрозаври (Hadrosauridae) та цератопси (Ceratopsidae); у воді — крокодили-евзухії (Crocodilia), мозазаври (Mosa). У морях панували сучасні акули. Примітивні птахи змінюють птерозаврів (Pterosauria). Починаються ларамійський та сев'єрський орогенези у Скелястих горах. Розпад Гондвани. Концентрація вуглекислого газу (CO2) в атмосфері сягає сучасного рівня. Розвиваються однопрохідні (Monotremata), сумчасті (Metatheria) та плацентарні (Eutheria) звірі. | 89,8 ±0,3               |
| —                 | Ф а н е р о з о й      | Мезозой, Mz     | Крейда, K | Пізня, K2 | Турон, K2t | Розквіт квіткових рослин та запиляючих їх комах. З'являється багато сучасних костистих риб. Усюди в морях поширені амоніти (Ammonitida), белемніти (Belemnites), губки (Spongia), двостулкові (Bivalvia), морські їжаки (Echinoidea). Поява багатьох нових типів динозаврів на суходолі — тиранозаври (Tyrannosauridae), титанозаври (Titanosauridae), гадрозаври (Hadrosauridae) та цератопси (Ceratopsidae); у воді — крокодили-евзухії (Crocodilia), мозазаври (Mosa). У морях панували сучасні акули. Примітивні птахи змінюють птерозаврів (Pterosauria). Починаються ларамійський та сев'єрський орогенези у Скелястих горах. Розпад Гондвани. Концентрація вуглекислого газу (CO2) в атмосфері сягає сучасного рівня. Розвиваються однопрохідні (Monotremata), сумчасті (Metatheria) та плацентарні (Eutheria) звірі. | 93,9                    |
| —                 | Ф а н е р о з о й      | Мезозой, Mz     | Крейда, K | Пізня, K2 | Сеноман, K2c | Розквіт квіткових рослин та запиляючих їх комах. З'являється багато сучасних костистих риб. Усюди в морях поширені амоніти (Ammonitida), белемніти (Belemnites), губки (Spongia), двостулкові (Bivalvia), морські їжаки (Echinoidea). Поява багатьох нових типів динозаврів на суходолі — тиранозаври (Tyrannosauridae), титанозаври (Titanosauridae), гадрозаври (Hadrosauridae) та цератопси (Ceratopsidae); у воді — крокодили-евзухії (Crocodilia), мозазаври (Mosa). У морях панували сучасні акули. Примітивні птахи змінюють птерозаврів (Pterosauria). Починаються ларамійський та сев'єрський орогенези у Скелястих горах. Розпад Гондвани. Концентрація вуглекислого газу (CO2) в атмосфері сягає сучасного рівня. Розвиваються однопрохідні (Monotremata), сумчасті (Metatheria) та плацентарні (Eutheria) звірі. | 100,5                   |
| —                 | Ф а н е р о з о й      | Мезозой, Mz     | Крейда, K | Рання, K1 | Альб, K1alb | Розквіт квіткових рослин та запиляючих їх комах. З'являється багато сучасних костистих риб. Усюди в морях поширені амоніти (Ammonitida), белемніти (Belemnites), губки (Spongia), двостулкові (Bivalvia), морські їжаки (Echinoidea). Поява багатьох нових типів динозаврів на суходолі — тиранозаври (Tyrannosauridae), титанозаври (Titanosauridae), гадрозаври (Hadrosauridae) та цератопси (Ceratopsidae); у воді — крокодили-евзухії (Crocodilia), мозазаври (Mosa). У морях панували сучасні акули. Примітивні птахи змінюють птерозаврів (Pterosauria). Починаються ларамійський та сев'єрський орогенези у Скелястих горах. Розпад Гондвани. Концентрація вуглекислого газу (CO2) в атмосфері сягає сучасного рівня. Розвиваються однопрохідні (Monotremata), сумчасті (Metatheria) та плацентарні (Eutheria) звірі. | ~113,0                  |
| —                 | Ф а н е р о з о й      | Мезозой, Mz     | Крейда, K | Рання, K1 | Апт, K1apt | Розквіт квіткових рослин та запиляючих їх комах. З'являється багато сучасних костистих риб. Усюди в морях поширені амоніти (Ammonitida), белемніти (Belemnites), губки (Spongia), двостулкові (Bivalvia), морські їжаки (Echinoidea). Поява багатьох нових типів динозаврів на суходолі — тиранозаври (Tyrannosauridae), титанозаври (Titanosauridae), гадрозаври (Hadrosauridae) та цератопси (Ceratopsidae); у воді — крокодили-евзухії (Crocodilia), мозазаври (Mosa). У морях панували сучасні акули. Примітивні птахи змінюють птерозаврів (Pterosauria). Починаються ларамійський та сев'єрський орогенези у Скелястих горах. Розпад Гондвани. Концентрація вуглекислого газу (CO2) в атмосфері сягає сучасного рівня. Розвиваються однопрохідні (Monotremata), сумчасті (Metatheria) та плацентарні (Eutheria) звірі. | ~125,0                  |
| —                 | Ф а н е р о з о й      | Мезозой, Mz     | Крейда, K | Рання, K1 | Барем, K1br | Розквіт квіткових рослин та запиляючих їх комах. З'являється багато сучасних костистих риб. Усюди в морях поширені амоніти (Ammonitida), белемніти (Belemnites), губки (Spongia), двостулкові (Bivalvia), морські їжаки (Echinoidea). Поява багатьох нових типів динозаврів на суходолі — тиранозаври (Tyrannosauridae), титанозаври (Titanosauridae), гадрозаври (Hadrosauridae) та цератопси (Ceratopsidae); у воді — крокодили-евзухії (Crocodilia), мозазаври (Mosa). У морях панували сучасні акули. Примітивні птахи змінюють птерозаврів (Pterosauria). Починаються ларамійський та сев'єрський орогенези у Скелястих горах. Розпад Гондвани. Концентрація вуглекислого газу (CO2) в атмосфері сягає сучасного рівня. Розвиваються однопрохідні (Monotremata), сумчасті (Metatheria) та плацентарні (Eutheria) звірі. | ~129,4                  |
| —                 | Ф а н е р о з о й      | Мезозой, Mz     | Крейда, K | Рання, K1 | Готерів, K1g | Розквіт квіткових рослин та запиляючих їх комах. З'являється багато сучасних костистих риб. Усюди в морях поширені амоніти (Ammonitida), белемніти (Belemnites), губки (Spongia), двостулкові (Bivalvia), морські їжаки (Echinoidea). Поява багатьох нових типів динозаврів на суходолі — тиранозаври (Tyrannosauridae), титанозаври (Titanosauridae), гадрозаври (Hadrosauridae) та цератопси (Ceratopsidae); у воді — крокодили-евзухії (Crocodilia), мозазаври (Mosa). У морях панували сучасні акули. Примітивні птахи змінюють птерозаврів (Pterosauria). Починаються ларамійський та сев'єрський орогенези у Скелястих горах. Розпад Гондвани. Концентрація вуглекислого газу (CO2) в атмосфері сягає сучасного рівня. Розвиваються однопрохідні (Monotremata), сумчасті (Metatheria) та плацентарні (Eutheria) звірі. | ~132,9                  |
| —                 | Ф а н е р о з о й      | Мезозой, Mz     | Крейда, K | Рання, K1 | Валанжин, K1v | Розквіт квіткових рослин та запиляючих їх комах. З'являється багато сучасних костистих риб. Усюди в морях поширені амоніти (Ammonitida), белемніти (Belemnites), губки (Spongia), двостулкові (Bivalvia), морські їжаки (Echinoidea). Поява багатьох нових типів динозаврів на суходолі — тиранозаври (Tyrannosauridae), титанозаври (Titanosauridae), гадрозаври (Hadrosauridae) та цератопси (Ceratopsidae); у воді — крокодили-евзухії (Crocodilia), мозазаври (Mosa). У морях панували сучасні акули. Примітивні птахи змінюють птерозаврів (Pterosauria). Починаються ларамійський та сев'єрський орогенези у Скелястих горах. Розпад Гондвани. Концентрація вуглекислого газу (CO2) в атмосфері сягає сучасного рівня. Розвиваються однопрохідні (Monotremata), сумчасті (Metatheria) та плацентарні (Eutheria) звірі. | ~139,8                  |
| —                 | Ф а н е р о з о й      | Мезозой, Mz     | Крейда, K | Рання, K1 | Беріас, K1b | Розквіт квіткових рослин та запиляючих їх комах. З'являється багато сучасних костистих риб. Усюди в морях поширені амоніти (Ammonitida), белемніти (Belemnites), губки (Spongia), двостулкові (Bivalvia), морські їжаки (Echinoidea). Поява багатьох нових типів динозаврів на суходолі — тиранозаври (Tyrannosauridae), титанозаври (Titanosauridae), гадрозаври (Hadrosauridae) та цератопси (Ceratopsidae); у воді — крокодили-евзухії (Crocodilia), мозазаври (Mosa). У морях панували сучасні акули. Примітивні птахи змінюють птерозаврів (Pterosauria). Починаються ларамійський та сев'єрський орогенези у Скелястих горах. Розпад Гондвани. Концентрація вуглекислого газу (CO2) в атмосфері сягає сучасного рівня. Розвиваються однопрохідні (Monotremata), сумчасті (Metatheria) та плацентарні (Eutheria) звірі. | ~145,0                  |
| —                 | Ф а н е р о з о й      | Мезозой, Mz     | Юра, J | Мальм, J3 | Титон, J3tt | Планета вкрита папоротями та голонасінними — хвойні (Pinophyta), бенетити (Bennettitales) і саговники (Cycadales). Різноманітні динозаври — зауроподи (Sauropods), карнозаври (Carnosaurs), стегозаври (Stegosaurians). Поява перших птахів (Aves) і ящірок (Squamata). Поширені також мишеподібні сумчасті ссавці (Marsupialia). У морях панують іхтіозаври (Ichthyosaurs) і плезіозаври (Plesiosauria); багато двостулкових (Bivalvia), амонітів (Ammonoidea) та белемнітів (Belemnoidea). Еволюційна радіація морських їжаків (Echinoidea), морських лілій (Crinoidea), морських зірок (Asteroidea), губок (Porifera), брахіопод (Terebratulida, Rhynchonellida). Суперконтинент Пангея розколюється на північну Лавразію та південну Гондвану. У Північній Америці відбувається невадський орогенез; загальнопланетарний кімерійський орогенез йде на спад; у Новій Зеландії завершується рангітатський. Концентрація вуглекислого газу (CO2) в атмосфері була у 3-5 разів вища (1200—1500 ppmv) за сучасну (400 ppmv). | 152,1 ±0,9              |
| —                 | Ф а н е р о з о й      | Мезозой, Mz     | Юра, J | Мальм, J3 | Кімеридж, J3km | Планета вкрита папоротями та голонасінними — хвойні (Pinophyta), бенетити (Bennettitales) і саговники (Cycadales). Різноманітні динозаври — зауроподи (Sauropods), карнозаври (Carnosaurs), стегозаври (Stegosaurians). Поява перших птахів (Aves) і ящірок (Squamata). Поширені також мишеподібні сумчасті ссавці (Marsupialia). У морях панують іхтіозаври (Ichthyosaurs) і плезіозаври (Plesiosauria); багато двостулкових (Bivalvia), амонітів (Ammonoidea) та белемнітів (Belemnoidea). Еволюційна радіація морських їжаків (Echinoidea), морських лілій (Crinoidea), морських зірок (Asteroidea), губок (Porifera), брахіопод (Terebratulida, Rhynchonellida). Суперконтинент Пангея розколюється на північну Лавразію та південну Гондвану. У Північній Америці відбувається невадський орогенез; загальнопланетарний кімерійський орогенез йде на спад; у Новій Зеландії завершується рангітатський. Концентрація вуглекислого газу (CO2) в атмосфері була у 3-5 разів вища (1200—1500 ppmv) за сучасну (400 ppmv). | 157,3 ±1,0              |
| —                 | Ф а н е р о з о й      | Мезозой, Mz     | Юра, J | Мальм, J3 | Оксфорд, J3o | Планета вкрита папоротями та голонасінними — хвойні (Pinophyta), бенетити (Bennettitales) і саговники (Cycadales). Різноманітні динозаври — зауроподи (Sauropods), карнозаври (Carnosaurs), стегозаври (Stegosaurians). Поява перших птахів (Aves) і ящірок (Squamata). Поширені також мишеподібні сумчасті ссавці (Marsupialia). У морях панують іхтіозаври (Ichthyosaurs) і плезіозаври (Plesiosauria); багато двостулкових (Bivalvia), амонітів (Ammonoidea) та белемнітів (Belemnoidea). Еволюційна радіація морських їжаків (Echinoidea), морських лілій (Crinoidea), морських зірок (Asteroidea), губок (Porifera), брахіопод (Terebratulida, Rhynchonellida). Суперконтинент Пангея розколюється на північну Лавразію та південну Гондвану. У Північній Америці відбувається невадський орогенез; загальнопланетарний кімерійський орогенез йде на спад; у Новій Зеландії завершується рангітатський. Концентрація вуглекислого газу (CO2) в атмосфері була у 3-5 разів вища (1200—1500 ppmv) за сучасну (400 ppmv). | 163,5 ±1,0              |
| —                 | Ф а н е р о з о й      | Мезозой, Mz     | Юра, J | Доггер, J2 | Келовей, J2k | Планета вкрита папоротями та голонасінними — хвойні (Pinophyta), бенетити (Bennettitales) і саговники (Cycadales). Різноманітні динозаври — зауроподи (Sauropods), карнозаври (Carnosaurs), стегозаври (Stegosaurians). Поява перших птахів (Aves) і ящірок (Squamata). Поширені також мишеподібні сумчасті ссавці (Marsupialia). У морях панують іхтіозаври (Ichthyosaurs) і плезіозаври (Plesiosauria); багато двостулкових (Bivalvia), амонітів (Ammonoidea) та белемнітів (Belemnoidea). Еволюційна радіація морських їжаків (Echinoidea), морських лілій (Crinoidea), морських зірок (Asteroidea), губок (Porifera), брахіопод (Terebratulida, Rhynchonellida). Суперконтинент Пангея розколюється на північну Лавразію та південну Гондвану. У Північній Америці відбувається невадський орогенез; загальнопланетарний кімерійський орогенез йде на спад; у Новій Зеландії завершується рангітатський. Концентрація вуглекислого газу (CO2) в атмосфері була у 3-5 разів вища (1200—1500 ppmv) за сучасну (400 ppmv). | 166,1 ±1,2              |
| —                 | Ф а н е р о з о й      | Мезозой, Mz     | Юра, J | Доггер, J2 | Бат, J2bt | Планета вкрита папоротями та голонасінними — хвойні (Pinophyta), бенетити (Bennettitales) і саговники (Cycadales). Різноманітні динозаври — зауроподи (Sauropods), карнозаври (Carnosaurs), стегозаври (Stegosaurians). Поява перших птахів (Aves) і ящірок (Squamata). Поширені також мишеподібні сумчасті ссавці (Marsupialia). У морях панують іхтіозаври (Ichthyosaurs) і плезіозаври (Plesiosauria); багато двостулкових (Bivalvia), амонітів (Ammonoidea) та белемнітів (Belemnoidea). Еволюційна радіація морських їжаків (Echinoidea), морських лілій (Crinoidea), морських зірок (Asteroidea), губок (Porifera), брахіопод (Terebratulida, Rhynchonellida). Суперконтинент Пангея розколюється на північну Лавразію та південну Гондвану. У Північній Америці відбувається невадський орогенез; загальнопланетарний кімерійський орогенез йде на спад; у Новій Зеландії завершується рангітатський. Концентрація вуглекислого газу (CO2) в атмосфері була у 3-5 разів вища (1200—1500 ppmv) за сучасну (400 ppmv). | 168,3 ±1,3              |
| —                 | Ф а н е р о з о й      | Мезозой, Mz     | Юра, J | Доггер, J2 | Байос, J2b | Планета вкрита папоротями та голонасінними — хвойні (Pinophyta), бенетити (Bennettitales) і саговники (Cycadales). Різноманітні динозаври — зауроподи (Sauropods), карнозаври (Carnosaurs), стегозаври (Stegosaurians). Поява перших птахів (Aves) і ящірок (Squamata). Поширені також мишеподібні сумчасті ссавці (Marsupialia). У морях панують іхтіозаври (Ichthyosaurs) і плезіозаври (Plesiosauria); багато двостулкових (Bivalvia), амонітів (Ammonoidea) та белемнітів (Belemnoidea). Еволюційна радіація морських їжаків (Echinoidea), морських лілій (Crinoidea), морських зірок (Asteroidea), губок (Porifera), брахіопод (Terebratulida, Rhynchonellida). Суперконтинент Пангея розколюється на північну Лавразію та південну Гондвану. У Північній Америці відбувається невадський орогенез; загальнопланетарний кімерійський орогенез йде на спад; у Новій Зеландії завершується рангітатський. Концентрація вуглекислого газу (CO2) в атмосфері була у 3-5 разів вища (1200—1500 ppmv) за сучасну (400 ppmv). | 170,3 ±1,4              |
| —                 | Ф а н е р о з о й      | Мезозой, Mz     | Юра, J | Доггер, J2 | Аален, J2a | Планета вкрита папоротями та голонасінними — хвойні (Pinophyta), бенетити (Bennettitales) і саговники (Cycadales). Різноманітні динозаври — зауроподи (Sauropods), карнозаври (Carnosaurs), стегозаври (Stegosaurians). Поява перших птахів (Aves) і ящірок (Squamata). Поширені також мишеподібні сумчасті ссавці (Marsupialia). У морях панують іхтіозаври (Ichthyosaurs) і плезіозаври (Plesiosauria); багато двостулкових (Bivalvia), амонітів (Ammonoidea) та белемнітів (Belemnoidea). Еволюційна радіація морських їжаків (Echinoidea), морських лілій (Crinoidea), морських зірок (Asteroidea), губок (Porifera), брахіопод (Terebratulida, Rhynchonellida). Суперконтинент Пангея розколюється на північну Лавразію та південну Гондвану. У Північній Америці відбувається невадський орогенез; загальнопланетарний кімерійський орогенез йде на спад; у Новій Зеландії завершується рангітатський. Концентрація вуглекислого газу (CO2) в атмосфері була у 3-5 разів вища (1200—1500 ppmv) за сучасну (400 ppmv). | 174,1 ±1,0              |
| —                 | Ф а н е р о з о й      | Мезозой, Mz     | Юра, J | Лейас, J1 | Тоар, J1t | Планета вкрита папоротями та голонасінними — хвойні (Pinophyta), бенетити (Bennettitales) і саговники (Cycadales). Різноманітні динозаври — зауроподи (Sauropods), карнозаври (Carnosaurs), стегозаври (Stegosaurians). Поява перших птахів (Aves) і ящірок (Squamata). Поширені також мишеподібні сумчасті ссавці (Marsupialia). У морях панують іхтіозаври (Ichthyosaurs) і плезіозаври (Plesiosauria); багато двостулкових (Bivalvia), амонітів (Ammonoidea) та белемнітів (Belemnoidea). Еволюційна радіація морських їжаків (Echinoidea), морських лілій (Crinoidea), морських зірок (Asteroidea), губок (Porifera), брахіопод (Terebratulida, Rhynchonellida). Суперконтинент Пангея розколюється на північну Лавразію та південну Гондвану. У Північній Америці відбувається невадський орогенез; загальнопланетарний кімерійський орогенез йде на спад; у Новій Зеландії завершується рангітатський. Концентрація вуглекислого газу (CO2) в атмосфері була у 3-5 разів вища (1200—1500 ppmv) за сучасну (400 ppmv). | 182,7 ±0,7              |
| —                 | Ф а н е р о з о й      | Мезозой, Mz     | Юра, J | Лейас, J1 | Плінсбах, J1p | Планета вкрита папоротями та голонасінними — хвойні (Pinophyta), бенетити (Bennettitales) і саговники (Cycadales). Різноманітні динозаври — зауроподи (Sauropods), карнозаври (Carnosaurs), стегозаври (Stegosaurians). Поява перших птахів (Aves) і ящірок (Squamata). Поширені також мишеподібні сумчасті ссавці (Marsupialia). У морях панують іхтіозаври (Ichthyosaurs) і плезіозаври (Plesiosauria); багато двостулкових (Bivalvia), амонітів (Ammonoidea) та белемнітів (Belemnoidea). Еволюційна радіація морських їжаків (Echinoidea), морських лілій (Crinoidea), морських зірок (Asteroidea), губок (Porifera), брахіопод (Terebratulida, Rhynchonellida). Суперконтинент Пангея розколюється на північну Лавразію та південну Гондвану. У Північній Америці відбувається невадський орогенез; загальнопланетарний кімерійський орогенез йде на спад; у Новій Зеландії завершується рангітатський. Концентрація вуглекислого газу (CO2) в атмосфері була у 3-5 разів вища (1200—1500 ppmv) за сучасну (400 ppmv). | 190,8 ±1,0              |
| —                 | Ф а н е р о з о й      | Мезозой, Mz     | Юра, J | Лейас, J1 | Синемюр, J1s | Планета вкрита папоротями та голонасінними — хвойні (Pinophyta), бенетити (Bennettitales) і саговники (Cycadales). Різноманітні динозаври — зауроподи (Sauropods), карнозаври (Carnosaurs), стегозаври (Stegosaurians). Поява перших птахів (Aves) і ящірок (Squamata). Поширені також мишеподібні сумчасті ссавці (Marsupialia). У морях панують іхтіозаври (Ichthyosaurs) і плезіозаври (Plesiosauria); багато двостулкових (Bivalvia), амонітів (Ammonoidea) та белемнітів (Belemnoidea). Еволюційна радіація морських їжаків (Echinoidea), морських лілій (Crinoidea), морських зірок (Asteroidea), губок (Porifera), брахіопод (Terebratulida, Rhynchonellida). Суперконтинент Пангея розколюється на північну Лавразію та південну Гондвану. У Північній Америці відбувається невадський орогенез; загальнопланетарний кімерійський орогенез йде на спад; у Новій Зеландії завершується рангітатський. Концентрація вуглекислого газу (CO2) в атмосфері була у 3-5 разів вища (1200—1500 ppmv) за сучасну (400 ppmv). | 199,3 ±0,3              |
| —                 | Ф а н е р о з о й      | Мезозой, Mz     | Юра, J | Лейас, J1 | Геттанг, J1h | Планета вкрита папоротями та голонасінними — хвойні (Pinophyta), бенетити (Bennettitales) і саговники (Cycadales). Різноманітні динозаври — зауроподи (Sauropods), карнозаври (Carnosaurs), стегозаври (Stegosaurians). Поява перших птахів (Aves) і ящірок (Squamata). Поширені також мишеподібні сумчасті ссавці (Marsupialia). У морях панують іхтіозаври (Ichthyosaurs) і плезіозаври (Plesiosauria); багато двостулкових (Bivalvia), амонітів (Ammonoidea) та белемнітів (Belemnoidea). Еволюційна радіація морських їжаків (Echinoidea), морських лілій (Crinoidea), морських зірок (Asteroidea), губок (Porifera), брахіопод (Terebratulida, Rhynchonellida). Суперконтинент Пангея розколюється на північну Лавразію та південну Гондвану. У Північній Америці відбувається невадський орогенез; загальнопланетарний кімерійський орогенез йде на спад; у Новій Зеландії завершується рангітатський. Концентрація вуглекислого газу (CO2) в атмосфері була у 3-5 разів вища (1200—1500 ppmv) за сучасну (400 ppmv). | 201,3 ±0,2              |
| —                 | Ф а н е р о з о й      | Мезозой, Mz     | Тріас, T | Пізній, T3 | Рет, T3r | Суходіл вкритий дикроїдієвою рослинністю (Dicroidium). На планеті царство архозаврів (Archosaurs): на суші домінують динозаври (Dinosauria), в океанах — іхтіозаври (Ichthyosauria) і нотозаври (Nothosauroidea), в повітрі — птерозаври (Pterosaurs). Велика кількість амфібій темноспондилів (Temnospondyli). У той самий час цинодонти (Cynodont) дрібнішають і більше набирають рис ссавців. Поява перших яйцекладних ссавців (Prototheria) і крокодилів (Crocodilia), великої кількості таксонів сучасних комах (Insecta). У морях і океанах поширені амоніти (Ammonoidea), з'являються сучасні мадрепорові корали (Scleractinia) і перші костисті риби (Teleostei). Андійський орогенез в Південній Америці; кімерійський в Азії; рангітатський в Новій Зеландії; закінчується хантер-бовенський орогенез на сході Австралії, Великий Вододільний хребет (225—260 млн років тому). | ~208,5                  |
| —                 | Ф а н е р о з о й      | Мезозой, Mz     | Тріас, T | Пізній, T3 | Норій, T3n | Суходіл вкритий дикроїдієвою рослинністю (Dicroidium). На планеті царство архозаврів (Archosaurs): на суші домінують динозаври (Dinosauria), в океанах — іхтіозаври (Ichthyosauria) і нотозаври (Nothosauroidea), в повітрі — птерозаври (Pterosaurs). Велика кількість амфібій темноспондилів (Temnospondyli). У той самий час цинодонти (Cynodont) дрібнішають і більше набирають рис ссавців. Поява перших яйцекладних ссавців (Prototheria) і крокодилів (Crocodilia), великої кількості таксонів сучасних комах (Insecta). У морях і океанах поширені амоніти (Ammonoidea), з'являються сучасні мадрепорові корали (Scleractinia) і перші костисті риби (Teleostei). Андійський орогенез в Південній Америці; кімерійський в Азії; рангітатський в Новій Зеландії; закінчується хантер-бовенський орогенез на сході Австралії, Великий Вододільний хребет (225—260 млн років тому). | ~227                    |
| —                 | Ф а н е р о з о й      | Мезозой, Mz     | Тріас, T | Пізній, T3 | Карній, T3c | Суходіл вкритий дикроїдієвою рослинністю (Dicroidium). На планеті царство архозаврів (Archosaurs): на суші домінують динозаври (Dinosauria), в океанах — іхтіозаври (Ichthyosauria) і нотозаври (Nothosauroidea), в повітрі — птерозаври (Pterosaurs). Велика кількість амфібій темноспондилів (Temnospondyli). У той самий час цинодонти (Cynodont) дрібнішають і більше набирають рис ссавців. Поява перших яйцекладних ссавців (Prototheria) і крокодилів (Crocodilia), великої кількості таксонів сучасних комах (Insecta). У морях і океанах поширені амоніти (Ammonoidea), з'являються сучасні мадрепорові корали (Scleractinia) і перші костисті риби (Teleostei). Андійський орогенез в Південній Америці; кімерійський в Азії; рангітатський в Новій Зеландії; закінчується хантер-бовенський орогенез на сході Австралії, Великий Вододільний хребет (225—260 млн років тому). | ~237                    |
| —                 | Ф а н е р о з о й      | Мезозой, Mz     | Тріас, T | Середній, T2 | Ладиній, T2l | Суходіл вкритий дикроїдієвою рослинністю (Dicroidium). На планеті царство архозаврів (Archosaurs): на суші домінують динозаври (Dinosauria), в океанах — іхтіозаври (Ichthyosauria) і нотозаври (Nothosauroidea), в повітрі — птерозаври (Pterosaurs). Велика кількість амфібій темноспондилів (Temnospondyli). У той самий час цинодонти (Cynodont) дрібнішають і більше набирають рис ссавців. Поява перших яйцекладних ссавців (Prototheria) і крокодилів (Crocodilia), великої кількості таксонів сучасних комах (Insecta). У морях і океанах поширені амоніти (Ammonoidea), з'являються сучасні мадрепорові корали (Scleractinia) і перші костисті риби (Teleostei). Андійський орогенез в Південній Америці; кімерійський в Азії; рангітатський в Новій Зеландії; закінчується хантер-бовенський орогенез на сході Австралії, Великий Вододільний хребет (225—260 млн років тому). | ~242                    |
| —                 | Ф а н е р о з о й      | Мезозой, Mz     | Тріас, T | Середній, T2 | Анізій, T2a | Суходіл вкритий дикроїдієвою рослинністю (Dicroidium). На планеті царство архозаврів (Archosaurs): на суші домінують динозаври (Dinosauria), в океанах — іхтіозаври (Ichthyosauria) і нотозаври (Nothosauroidea), в повітрі — птерозаври (Pterosaurs). Велика кількість амфібій темноспондилів (Temnospondyli). У той самий час цинодонти (Cynodont) дрібнішають і більше набирають рис ссавців. Поява перших яйцекладних ссавців (Prototheria) і крокодилів (Crocodilia), великої кількості таксонів сучасних комах (Insecta). У морях і океанах поширені амоніти (Ammonoidea), з'являються сучасні мадрепорові корали (Scleractinia) і перші костисті риби (Teleostei). Андійський орогенез в Південній Америці; кімерійський в Азії; рангітатський в Новій Зеландії; закінчується хантер-бовенський орогенез на сході Австралії, Великий Вододільний хребет (225—260 млн років тому). | 247,2                   |
| —                 | Ф а н е р о з о й      | Мезозой, Mz     | Тріас, T | Ранній, T1 | Оленьок, T1o | Суходіл вкритий дикроїдієвою рослинністю (Dicroidium). На планеті царство архозаврів (Archosaurs): на суші домінують динозаври (Dinosauria), в океанах — іхтіозаври (Ichthyosauria) і нотозаври (Nothosauroidea), в повітрі — птерозаври (Pterosaurs). Велика кількість амфібій темноспондилів (Temnospondyli). У той самий час цинодонти (Cynodont) дрібнішають і більше набирають рис ссавців. Поява перших яйцекладних ссавців (Prototheria) і крокодилів (Crocodilia), великої кількості таксонів сучасних комах (Insecta). У морях і океанах поширені амоніти (Ammonoidea), з'являються сучасні мадрепорові корали (Scleractinia) і перші костисті риби (Teleostei). Андійський орогенез в Південній Америці; кімерійський в Азії; рангітатський в Новій Зеландії; закінчується хантер-бовенський орогенез на сході Австралії, Великий Вододільний хребет (225—260 млн років тому). | 251,2                   |
| —                 | Ф а н е р о з о й      | Мезозой, Mz     | Тріас, T | Ранній, T1 | Інд, T1i | Суходіл вкритий дикроїдієвою рослинністю (Dicroidium). На планеті царство архозаврів (Archosaurs): на суші домінують динозаври (Dinosauria), в океанах — іхтіозаври (Ichthyosauria) і нотозаври (Nothosauroidea), в повітрі — птерозаври (Pterosaurs). Велика кількість амфібій темноспондилів (Temnospondyli). У той самий час цинодонти (Cynodont) дрібнішають і більше набирають рис ссавців. Поява перших яйцекладних ссавців (Prototheria) і крокодилів (Crocodilia), великої кількості таксонів сучасних комах (Insecta). У морях і океанах поширені амоніти (Ammonoidea), з'являються сучасні мадрепорові корали (Scleractinia) і перші костисті риби (Teleostei). Андійський орогенез в Південній Америці; кімерійський в Азії; рангітатський в Новій Зеландії; закінчується хантер-бовенський орогенез на сході Австралії, Великий Вододільний хребет (225—260 млн років тому). | 251,902 ±0,024          |
| —                 | Ф а н е р о з о й      | Палеозой, Pz    | Перм, P | Лопінгій, P3 | Чангсінг, P3c | Континенти збираються в суперконтинент Пангею, утворюються гори Аппалачі в Північній Америці. Великий океан Панталасса. Клімат теплішає й сухішає, закінчується пермо-карбонове заледеніння. На середину періоду припадає заміна вологолюбної кам'яновугільної флори першими справжніми насінними рослинами з шишками — голонасінними (Gymnosperm). З'являються перші мохи (Bryophyta). На суходолі звичайні земноводні темноспондили (Temnospondyli) і примітивні чотириногі парарептилії (Parareptilia). Розквіт плазунів-синапсидів (пелікозаври і терапсиди). Серед комах з'являються жуки (Coleoptera) й двокрилі (Diptera). У теплих мілководних морях та на рифах розквітають корали, плечоногі (Productida, Spiriferida), двостулкові (Bivalvia), форамініфери (Foraminifera), головоногі ортоцеріди (Orthoceratoidea). Наприкінці періоду відбувається глобальне персько-тріасове вимирання, приблизно 95 % видів фауни щезає, повністю вимирають такі таксони, як трилобіти (Trilobita), граптоліти (Graptolithina) та морські бутони (Blastoidea). В Євразії закінчується уральський орогенез, розпочинається алтайський; оучитський та іннуїтський орогенези в Північній Америці; хантер-бовенський орогенез в Австралії формує гори Макдоннелл (225—260 млн років тому). | 254,14 ±0,07            |
| —                 | Ф а н е р о з о й      | Палеозой, Pz    | Перм, P | Лопінгій, P3 | Вучапінг, P3v | Континенти збираються в суперконтинент Пангею, утворюються гори Аппалачі в Північній Америці. Великий океан Панталасса. Клімат теплішає й сухішає, закінчується пермо-карбонове заледеніння. На середину періоду припадає заміна вологолюбної кам'яновугільної флори першими справжніми насінними рослинами з шишками — голонасінними (Gymnosperm). З'являються перші мохи (Bryophyta). На суходолі звичайні земноводні темноспондили (Temnospondyli) і примітивні чотириногі парарептилії (Parareptilia). Розквіт плазунів-синапсидів (пелікозаври і терапсиди). Серед комах з'являються жуки (Coleoptera) й двокрилі (Diptera). У теплих мілководних морях та на рифах розквітають корали, плечоногі (Productida, Spiriferida), двостулкові (Bivalvia), форамініфери (Foraminifera), головоногі ортоцеріди (Orthoceratoidea). Наприкінці періоду відбувається глобальне персько-тріасове вимирання, приблизно 95 % видів фауни щезає, повністю вимирають такі таксони, як трилобіти (Trilobita), граптоліти (Graptolithina) та морські бутони (Blastoidea). В Євразії закінчується уральський орогенез, розпочинається алтайський; оучитський та іннуїтський орогенези в Північній Америці; хантер-бовенський орогенез в Австралії формує гори Макдоннелл (225—260 млн років тому). | 259,1 ±0,5              |
| —                 | Ф а н е р о з о й      | Палеозой, Pz    | Перм, P | Гваделупій, P2 | Кептен, P2c | Континенти збираються в суперконтинент Пангею, утворюються гори Аппалачі в Північній Америці. Великий океан Панталасса. Клімат теплішає й сухішає, закінчується пермо-карбонове заледеніння. На середину періоду припадає заміна вологолюбної кам'яновугільної флори першими справжніми насінними рослинами з шишками — голонасінними (Gymnosperm). З'являються перші мохи (Bryophyta). На суходолі звичайні земноводні темноспондили (Temnospondyli) і примітивні чотириногі парарептилії (Parareptilia). Розквіт плазунів-синапсидів (пелікозаври і терапсиди). Серед комах з'являються жуки (Coleoptera) й двокрилі (Diptera). У теплих мілководних морях та на рифах розквітають корали, плечоногі (Productida, Spiriferida), двостулкові (Bivalvia), форамініфери (Foraminifera), головоногі ортоцеріди (Orthoceratoidea). Наприкінці періоду відбувається глобальне персько-тріасове вимирання, приблизно 95 % видів фауни щезає, повністю вимирають такі таксони, як трилобіти (Trilobita), граптоліти (Graptolithina) та морські бутони (Blastoidea). В Євразії закінчується уральський орогенез, розпочинається алтайський; оучитський та іннуїтський орогенези в Північній Америці; хантер-бовенський орогенез в Австралії формує гори Макдоннелл (225—260 млн років тому). | 265,1 ±0,4              |
| —                 | Ф а н е р о з о й      | Палеозой, Pz    | Перм, P | Гваделупій, P2 | Вордій, P2w | Континенти збираються в суперконтинент Пангею, утворюються гори Аппалачі в Північній Америці. Великий океан Панталасса. Клімат теплішає й сухішає, закінчується пермо-карбонове заледеніння. На середину періоду припадає заміна вологолюбної кам'яновугільної флори першими справжніми насінними рослинами з шишками — голонасінними (Gymnosperm). З'являються перші мохи (Bryophyta). На суходолі звичайні земноводні темноспондили (Temnospondyli) і примітивні чотириногі парарептилії (Parareptilia). Розквіт плазунів-синапсидів (пелікозаври і терапсиди). Серед комах з'являються жуки (Coleoptera) й двокрилі (Diptera). У теплих мілководних морях та на рифах розквітають корали, плечоногі (Productida, Spiriferida), двостулкові (Bivalvia), форамініфери (Foraminifera), головоногі ортоцеріди (Orthoceratoidea). Наприкінці періоду відбувається глобальне персько-тріасове вимирання, приблизно 95 % видів фауни щезає, повністю вимирають такі таксони, як трилобіти (Trilobita), граптоліти (Graptolithina) та морські бутони (Blastoidea). В Євразії закінчується уральський орогенез, розпочинається алтайський; оучитський та іннуїтський орогенези в Північній Америці; хантер-бовенський орогенез в Австралії формує гори Макдоннелл (225—260 млн років тому). | 268,8 ±0,5              |
| —                 | Ф а н е р о з о й      | Палеозой, Pz    | Перм, P | Гваделупій, P2 | Роуд, P2r | Континенти збираються в суперконтинент Пангею, утворюються гори Аппалачі в Північній Америці. Великий океан Панталасса. Клімат теплішає й сухішає, закінчується пермо-карбонове заледеніння. На середину періоду припадає заміна вологолюбної кам'яновугільної флори першими справжніми насінними рослинами з шишками — голонасінними (Gymnosperm). З'являються перші мохи (Bryophyta). На суходолі звичайні земноводні темноспондили (Temnospondyli) і примітивні чотириногі парарептилії (Parareptilia). Розквіт плазунів-синапсидів (пелікозаври і терапсиди). Серед комах з'являються жуки (Coleoptera) й двокрилі (Diptera). У теплих мілководних морях та на рифах розквітають корали, плечоногі (Productida, Spiriferida), двостулкові (Bivalvia), форамініфери (Foraminifera), головоногі ортоцеріди (Orthoceratoidea). Наприкінці періоду відбувається глобальне персько-тріасове вимирання, приблизно 95 % видів фауни щезає, повністю вимирають такі таксони, як трилобіти (Trilobita), граптоліти (Graptolithina) та морські бутони (Blastoidea). В Євразії закінчується уральський орогенез, розпочинається алтайський; оучитський та іннуїтський орогенези в Північній Америці; хантер-бовенський орогенез в Австралії формує гори Макдоннелл (225—260 млн років тому). | 272,95 ±0,11            |
| —                 | Ф а н е р о з о й      | Палеозой, Pz    | Перм, P | Цисуралій, P1 | Кунгур, P1k | Континенти збираються в суперконтинент Пангею, утворюються гори Аппалачі в Північній Америці. Великий океан Панталасса. Клімат теплішає й сухішає, закінчується пермо-карбонове заледеніння. На середину періоду припадає заміна вологолюбної кам'яновугільної флори першими справжніми насінними рослинами з шишками — голонасінними (Gymnosperm). З'являються перші мохи (Bryophyta). На суходолі звичайні земноводні темноспондили (Temnospondyli) і примітивні чотириногі парарептилії (Parareptilia). Розквіт плазунів-синапсидів (пелікозаври і терапсиди). Серед комах з'являються жуки (Coleoptera) й двокрилі (Diptera). У теплих мілководних морях та на рифах розквітають корали, плечоногі (Productida, Spiriferida), двостулкові (Bivalvia), форамініфери (Foraminifera), головоногі ортоцеріди (Orthoceratoidea). Наприкінці періоду відбувається глобальне персько-тріасове вимирання, приблизно 95 % видів фауни щезає, повністю вимирають такі таксони, як трилобіти (Trilobita), граптоліти (Graptolithina) та морські бутони (Blastoidea). В Євразії закінчується уральський орогенез, розпочинається алтайський; оучитський та іннуїтський орогенези в Північній Америці; хантер-бовенський орогенез в Австралії формує гори Макдоннелл (225—260 млн років тому). | 283,5 ±0,6              |
| —                 | Ф а н е р о з о й      | Палеозой, Pz    | Перм, P | Цисуралій, P1 | Артин, P1art | Континенти збираються в суперконтинент Пангею, утворюються гори Аппалачі в Північній Америці. Великий океан Панталасса. Клімат теплішає й сухішає, закінчується пермо-карбонове заледеніння. На середину періоду припадає заміна вологолюбної кам'яновугільної флори першими справжніми насінними рослинами з шишками — голонасінними (Gymnosperm). З'являються перші мохи (Bryophyta). На суходолі звичайні земноводні темноспондили (Temnospondyli) і примітивні чотириногі парарептилії (Parareptilia). Розквіт плазунів-синапсидів (пелікозаври і терапсиди). Серед комах з'являються жуки (Coleoptera) й двокрилі (Diptera). У теплих мілководних морях та на рифах розквітають корали, плечоногі (Productida, Spiriferida), двостулкові (Bivalvia), форамініфери (Foraminifera), головоногі ортоцеріди (Orthoceratoidea). Наприкінці періоду відбувається глобальне персько-тріасове вимирання, приблизно 95 % видів фауни щезає, повністю вимирають такі таксони, як трилобіти (Trilobita), граптоліти (Graptolithina) та морські бутони (Blastoidea). В Євразії закінчується уральський орогенез, розпочинається алтайський; оучитський та іннуїтський орогенези в Північній Америці; хантер-бовенський орогенез в Австралії формує гори Макдоннелл (225—260 млн років тому). | 290,1 ±0,26             |
| —                 | Ф а н е р о з о й      | Палеозой, Pz    | Перм, P | Цисуралій, P1 | Сакмарій, P1s | Континенти збираються в суперконтинент Пангею, утворюються гори Аппалачі в Північній Америці. Великий океан Панталасса. Клімат теплішає й сухішає, закінчується пермо-карбонове заледеніння. На середину періоду припадає заміна вологолюбної кам'яновугільної флори першими справжніми насінними рослинами з шишками — голонасінними (Gymnosperm). З'являються перші мохи (Bryophyta). На суходолі звичайні земноводні темноспондили (Temnospondyli) і примітивні чотириногі парарептилії (Parareptilia). Розквіт плазунів-синапсидів (пелікозаври і терапсиди). Серед комах з'являються жуки (Coleoptera) й двокрилі (Diptera). У теплих мілководних морях та на рифах розквітають корали, плечоногі (Productida, Spiriferida), двостулкові (Bivalvia), форамініфери (Foraminifera), головоногі ортоцеріди (Orthoceratoidea). Наприкінці періоду відбувається глобальне персько-тріасове вимирання, приблизно 95 % видів фауни щезає, повністю вимирають такі таксони, як трилобіти (Trilobita), граптоліти (Graptolithina) та морські бутони (Blastoidea). В Євразії закінчується уральський орогенез, розпочинається алтайський; оучитський та іннуїтський орогенези в Північній Америці; хантер-бовенський орогенез в Австралії формує гори Макдоннелл (225—260 млн років тому). | 295,0 ±0,18             |
| —                 | Ф а н е р о з о й      | Палеозой, Pz    | Перм, P | Цисуралій, P1 | Ассель, P1a | Континенти збираються в суперконтинент Пангею, утворюються гори Аппалачі в Північній Америці. Великий океан Панталасса. Клімат теплішає й сухішає, закінчується пермо-карбонове заледеніння. На середину періоду припадає заміна вологолюбної кам'яновугільної флори першими справжніми насінними рослинами з шишками — голонасінними (Gymnosperm). З'являються перші мохи (Bryophyta). На суходолі звичайні земноводні темноспондили (Temnospondyli) і примітивні чотириногі парарептилії (Parareptilia). Розквіт плазунів-синапсидів (пелікозаври і терапсиди). Серед комах з'являються жуки (Coleoptera) й двокрилі (Diptera). У теплих мілководних морях та на рифах розквітають корали, плечоногі (Productida, Spiriferida), двостулкові (Bivalvia), форамініфери (Foraminifera), головоногі ортоцеріди (Orthoceratoidea). Наприкінці періоду відбувається глобальне персько-тріасове вимирання, приблизно 95 % видів фауни щезає, повністю вимирають такі таксони, як трилобіти (Trilobita), граптоліти (Graptolithina) та морські бутони (Blastoidea). В Євразії закінчується уральський орогенез, розпочинається алтайський; оучитський та іннуїтський орогенези в Північній Америці; хантер-бовенський орогенез в Австралії формує гори Макдоннелл (225—260 млн років тому). | 298,9 ±0,15             |
| —                 | Ф а н е р о з о й      | Палеозой, Pz    | Карбон, C | Пенсильваній | Гжель, C3g | Планета вкрита вологими лісами на болотистих ґрунтах, що утворюють товщі покладів кам'яного вугілля. Найвищій рівень кисню в атмосфері Землі за увесь час її існування. Великі площі мілководних морів. В океанах поширені гоніатіти (Goniatite), плечоногі (Brachiopoda), мохуватки (Bryozoa), двостулкові (Bivalvia), форамініфери (Foraminifera) та корали. Типові лепідодендрони (Lepidodendron), папороті-сигілярії (Sigillaria), каламіти (Calamites), кордаїти (Cordaites). Поява літаючих комах (Pterygota), деякі представники яких сягали гігантських розмірів — меганеври (Meganeura), палеодиктиоптери (Palaeodictyoptera). Еволюційна радіація земноводних (Amphibia). Поява перших плазунів (Reptilia). Продовжується герцинський орогенез (особливо активізується під кінець періоду); в Євразії розпочинається уральський орогенез. | 303,7 ±0,1              |
| —                 | Ф а н е р о з о й      | Палеозой, Pz    | Карбон, C | Пенсильваній | Касимов, C3k | Планета вкрита вологими лісами на болотистих ґрунтах, що утворюють товщі покладів кам'яного вугілля. Найвищій рівень кисню в атмосфері Землі за увесь час її існування. Великі площі мілководних морів. В океанах поширені гоніатіти (Goniatite), плечоногі (Brachiopoda), мохуватки (Bryozoa), двостулкові (Bivalvia), форамініфери (Foraminifera) та корали. Типові лепідодендрони (Lepidodendron), папороті-сигілярії (Sigillaria), каламіти (Calamites), кордаїти (Cordaites). Поява літаючих комах (Pterygota), деякі представники яких сягали гігантських розмірів — меганеври (Meganeura), палеодиктиоптери (Palaeodictyoptera). Еволюційна радіація земноводних (Amphibia). Поява перших плазунів (Reptilia). Продовжується герцинський орогенез (особливо активізується під кінець періоду); в Євразії розпочинається уральський орогенез. | 307,0 ±0,1              |
| —                 | Ф а н е р о з о й      | Палеозой, Pz    | Карбон, C | Пенсильваній | Московій, C2m | Планета вкрита вологими лісами на болотистих ґрунтах, що утворюють товщі покладів кам'яного вугілля. Найвищій рівень кисню в атмосфері Землі за увесь час її існування. Великі площі мілководних морів. В океанах поширені гоніатіти (Goniatite), плечоногі (Brachiopoda), мохуватки (Bryozoa), двостулкові (Bivalvia), форамініфери (Foraminifera) та корали. Типові лепідодендрони (Lepidodendron), папороті-сигілярії (Sigillaria), каламіти (Calamites), кордаїти (Cordaites). Поява літаючих комах (Pterygota), деякі представники яких сягали гігантських розмірів — меганеври (Meganeura), палеодиктиоптери (Palaeodictyoptera). Еволюційна радіація земноводних (Amphibia). Поява перших плазунів (Reptilia). Продовжується герцинський орогенез (особливо активізується під кінець періоду); в Євразії розпочинається уральський орогенез. | 315,2 ±0,2              |
| —                 | Ф а н е р о з о й      | Палеозой, Pz    | Карбон, C | Пенсильваній | Башкирій, C2b | Планета вкрита вологими лісами на болотистих ґрунтах, що утворюють товщі покладів кам'яного вугілля. Найвищій рівень кисню в атмосфері Землі за увесь час її існування. Великі площі мілководних морів. В океанах поширені гоніатіти (Goniatite), плечоногі (Brachiopoda), мохуватки (Bryozoa), двостулкові (Bivalvia), форамініфери (Foraminifera) та корали. Типові лепідодендрони (Lepidodendron), папороті-сигілярії (Sigillaria), каламіти (Calamites), кордаїти (Cordaites). Поява літаючих комах (Pterygota), деякі представники яких сягали гігантських розмірів — меганеври (Meganeura), палеодиктиоптери (Palaeodictyoptera). Еволюційна радіація земноводних (Amphibia). Поява перших плазунів (Reptilia). Продовжується герцинський орогенез (особливо активізується під кінець періоду); в Євразії розпочинається уральський орогенез. | 323,2 ±0,4              |
| —                 | Ф а н е р о з о й      | Палеозой, Pz    | Карбон, C | Міссісіпій | Серпуховій, C1s | Планета вкрита вологими лісами деревовидних плаунів (Lycopodiophyta), починають утворюватись товщі покладів кам'яного вугілля. У болотах з'являються перші чотириногі (Tetrapoda). Морські ракоскорпіони (Eurypterida) завойовують прісні водойми й переходять до амфібійного типу життя. Разом з ними лопатепері риби Rhizodontida стають головними прісноводними хижаками. В океанах поширені акули, голкошкірі, особливо морські лілії (Crinoids) і морські бутони (Blastoidea), корали, плечоногі (Productida, Spiriferida), мохуватки (Bryozoa), гоніатіти (Goniatite). Чисельність членистоногих трилобітів (Trilobita) і головоногих молюсків наутилоїдей (Nautiloidea) знижується. Закінчується новозеландський тухуайський орогенез; розвивається герцинський орогенез. У східній частині Гондвани відбувається заледеніння. | 330,9 ±0,2              |
| —                 | Ф а н е р о з о й      | Палеозой, Pz    | Карбон, C | Міссісіпій | Візей, C1v | Планета вкрита вологими лісами деревовидних плаунів (Lycopodiophyta), починають утворюватись товщі покладів кам'яного вугілля. У болотах з'являються перші чотириногі (Tetrapoda). Морські ракоскорпіони (Eurypterida) завойовують прісні водойми й переходять до амфібійного типу життя. Разом з ними лопатепері риби Rhizodontida стають головними прісноводними хижаками. В океанах поширені акули, голкошкірі, особливо морські лілії (Crinoids) і морські бутони (Blastoidea), корали, плечоногі (Productida, Spiriferida), мохуватки (Bryozoa), гоніатіти (Goniatite). Чисельність членистоногих трилобітів (Trilobita) і головоногих молюсків наутилоїдей (Nautiloidea) знижується. Закінчується новозеландський тухуайський орогенез; розвивається герцинський орогенез. У східній частині Гондвани відбувається заледеніння. | 346,7 ±0,4              |
| —                 | Ф а н е р о з о й      | Палеозой, Pz    | Карбон, C | Міссісіпій | Турней, C1t | Планета вкрита вологими лісами деревовидних плаунів (Lycopodiophyta), починають утворюватись товщі покладів кам'яного вугілля. У болотах з'являються перші чотириногі (Tetrapoda). Морські ракоскорпіони (Eurypterida) завойовують прісні водойми й переходять до амфібійного типу життя. Разом з ними лопатепері риби Rhizodontida стають головними прісноводними хижаками. В океанах поширені акули, голкошкірі, особливо морські лілії (Crinoids) і морські бутони (Blastoidea), корали, плечоногі (Productida, Spiriferida), мохуватки (Bryozoa), гоніатіти (Goniatite). Чисельність членистоногих трилобітів (Trilobita) і головоногих молюсків наутилоїдей (Nautiloidea) знижується. Закінчується новозеландський тухуайський орогенез; розвивається герцинський орогенез. У східній частині Гондвани відбувається заледеніння. | 358,9 ±0,4              |
| —                 | Ф а н е р о з о й      | Палеозой, Pz    | Девон, D | Пізній, D3 | Фаменій, D3fm | Поява перших плаунів, хвощів, папороті і насінних рослин (Progymnosperm). З'являються перші деревні форми рослин — археоптериси (Archaeopteris). З'являються перші комахи (Insecta), поки безкрилі. У морях поширені корали — табуляти (Tabulata) і ругози (Rugosa), брахіоподи строфоменіди (Strophomenida), морські лілії (Crinoids). У морях поширені гоніатитові амоноідеї (Ammonoidea), з'являються двозяброві (Coleoidea). Розквіт щелепних риб (Gnathostomata) — плакодерм (Placodermi), лопатеперих (Sarcopterygii), кісткових (Osteichthyes) і древніх акул, що витісняють трилобітів (Trilobita) і броньованих безщелепних (Agnatha). Поява і розвиток водних амфібій. Поява «старого червоного континенту» — Євроамерики. Розвиток акадійського орогенезу Антиатласу в Північній Африці і Аппалачей у Північній Америці. Антлерський орогенез, варисційський і тухуайський орогенез у Новій Зеландії. | 372,2 ±1,6              |
| —                 | Ф а н е р о з о й      | Палеозой, Pz    | Девон, D | Пізній, D3 | Франсій, D3f | Поява перших плаунів, хвощів, папороті і насінних рослин (Progymnosperm). З'являються перші деревні форми рослин — археоптериси (Archaeopteris). З'являються перші комахи (Insecta), поки безкрилі. У морях поширені корали — табуляти (Tabulata) і ругози (Rugosa), брахіоподи строфоменіди (Strophomenida), морські лілії (Crinoids). У морях поширені гоніатитові амоноідеї (Ammonoidea), з'являються двозяброві (Coleoidea). Розквіт щелепних риб (Gnathostomata) — плакодерм (Placodermi), лопатеперих (Sarcopterygii), кісткових (Osteichthyes) і древніх акул, що витісняють трилобітів (Trilobita) і броньованих безщелепних (Agnatha). Поява і розвиток водних амфібій. Поява «старого червоного континенту» — Євроамерики. Розвиток акадійського орогенезу Антиатласу в Північній Африці і Аппалачей у Північній Америці. Антлерський орогенез, варисційський і тухуайський орогенез у Новій Зеландії. | 382,7 ±1,6              |
| —                 | Ф а н е р о з о й      | Палеозой, Pz    | Девон, D | Середній, D2 | Живетій, D2zv | Поява перших плаунів, хвощів, папороті і насінних рослин (Progymnosperm). З'являються перші деревні форми рослин — археоптериси (Archaeopteris). З'являються перші комахи (Insecta), поки безкрилі. У морях поширені корали — табуляти (Tabulata) і ругози (Rugosa), брахіоподи строфоменіди (Strophomenida), морські лілії (Crinoids). У морях поширені гоніатитові амоноідеї (Ammonoidea), з'являються двозяброві (Coleoidea). Розквіт щелепних риб (Gnathostomata) — плакодерм (Placodermi), лопатеперих (Sarcopterygii), кісткових (Osteichthyes) і древніх акул, що витісняють трилобітів (Trilobita) і броньованих безщелепних (Agnatha). Поява і розвиток водних амфібій. Поява «старого червоного континенту» — Євроамерики. Розвиток акадійського орогенезу Антиатласу в Північній Африці і Аппалачей у Північній Америці. Антлерський орогенез, варисційський і тухуайський орогенез у Новій Зеландії. | 387,7 ±0,8              |
| —                 | Ф а н е р о з о й      | Палеозой, Pz    | Девон, D | Середній, D2 | Ейфель, D2ef | Поява перших плаунів, хвощів, папороті і насінних рослин (Progymnosperm). З'являються перші деревні форми рослин — археоптериси (Archaeopteris). З'являються перші комахи (Insecta), поки безкрилі. У морях поширені корали — табуляти (Tabulata) і ругози (Rugosa), брахіоподи строфоменіди (Strophomenida), морські лілії (Crinoids). У морях поширені гоніатитові амоноідеї (Ammonoidea), з'являються двозяброві (Coleoidea). Розквіт щелепних риб (Gnathostomata) — плакодерм (Placodermi), лопатеперих (Sarcopterygii), кісткових (Osteichthyes) і древніх акул, що витісняють трилобітів (Trilobita) і броньованих безщелепних (Agnatha). Поява і розвиток водних амфібій. Поява «старого червоного континенту» — Євроамерики. Розвиток акадійського орогенезу Антиатласу в Північній Африці і Аппалачей у Північній Америці. Антлерський орогенез, варисційський і тухуайський орогенез у Новій Зеландії. | 393,3 ±1,2              |
| —                 | Ф а н е р о з о й      | Палеозой, Pz    | Девон, D | Ранній, D1 | Емсій, D1e | Поява перших плаунів, хвощів, папороті і насінних рослин (Progymnosperm). З'являються перші деревні форми рослин — археоптериси (Archaeopteris). З'являються перші комахи (Insecta), поки безкрилі. У морях поширені корали — табуляти (Tabulata) і ругози (Rugosa), брахіоподи строфоменіди (Strophomenida), морські лілії (Crinoids). У морях поширені гоніатитові амоноідеї (Ammonoidea), з'являються двозяброві (Coleoidea). Розквіт щелепних риб (Gnathostomata) — плакодерм (Placodermi), лопатеперих (Sarcopterygii), кісткових (Osteichthyes) і древніх акул, що витісняють трилобітів (Trilobita) і броньованих безщелепних (Agnatha). Поява і розвиток водних амфібій. Поява «старого червоного континенту» — Євроамерики. Розвиток акадійського орогенезу Антиатласу в Північній Африці і Аппалачей у Північній Америці. Антлерський орогенез, варисційський і тухуайський орогенез у Новій Зеландії. | 407,6 ±2,6              |
| —                 | Ф а н е р о з о й      | Палеозой, Pz    | Девон, D | Ранній, D1 | Празій, D1p | Поява перших плаунів, хвощів, папороті і насінних рослин (Progymnosperm). З'являються перші деревні форми рослин — археоптериси (Archaeopteris). З'являються перші комахи (Insecta), поки безкрилі. У морях поширені корали — табуляти (Tabulata) і ругози (Rugosa), брахіоподи строфоменіди (Strophomenida), морські лілії (Crinoids). У морях поширені гоніатитові амоноідеї (Ammonoidea), з'являються двозяброві (Coleoidea). Розквіт щелепних риб (Gnathostomata) — плакодерм (Placodermi), лопатеперих (Sarcopterygii), кісткових (Osteichthyes) і древніх акул, що витісняють трилобітів (Trilobita) і броньованих безщелепних (Agnatha). Поява і розвиток водних амфібій. Поява «старого червоного континенту» — Євроамерики. Розвиток акадійського орогенезу Антиатласу в Північній Африці і Аппалачей у Північній Америці. Антлерський орогенез, варисційський і тухуайський орогенез у Новій Зеландії. | 410,8 ±2,8              |
| —                 | Ф а н е р о з о й      | Палеозой, Pz    | Девон, D | Ранній, D1 | Лохковій, D1l | Поява перших плаунів, хвощів, папороті і насінних рослин (Progymnosperm). З'являються перші деревні форми рослин — археоптериси (Archaeopteris). З'являються перші комахи (Insecta), поки безкрилі. У морях поширені корали — табуляти (Tabulata) і ругози (Rugosa), брахіоподи строфоменіди (Strophomenida), морські лілії (Crinoids). У морях поширені гоніатитові амоноідеї (Ammonoidea), з'являються двозяброві (Coleoidea). Розквіт щелепних риб (Gnathostomata) — плакодерм (Placodermi), лопатеперих (Sarcopterygii), кісткових (Osteichthyes) і древніх акул, що витісняють трилобітів (Trilobita) і броньованих безщелепних (Agnatha). Поява і розвиток водних амфібій. Поява «старого червоного континенту» — Євроамерики. Розвиток акадійського орогенезу Антиатласу в Північній Африці і Аппалачей у Північній Америці. Антлерський орогенез, варисційський і тухуайський орогенез у Новій Зеландії. | 419,2 ±3,2              |
| —                 | Ф а н е р о з о й      | Палеозой, Pz    | Силур, S | Пржидоль, S3 | Пржидоль, S3 | Перший вихід на суходіл судинних рослин — риніофітів (Rhyniophytina) та подібних їм. Перші багатоніжки (Millipedes), такі як артроплеври (Arthropleura) на суходолі. Поява перших щелепних риб (Gnathostomata), як наслідок — розквіт броньованих безщелепних (Agnatha) у морях, таких як остракодерми (Ostracoderm). Ракоскорпіони (Eurypterid) сягають великих розмірів. У морях поширені корали — табуляти (Tabulata) і ругози (Rugosa), брахіоподи — пентамеріди (Pentamerida), ринхонеліди (Rhynchonellida); різноманітні трилобіти (Trilobita) і молюски (Mollusca); зустрічаються граптоліти (Graptolithina). Початок каледонського орогенезу в Британії та Скандинавських горах, що продовжився в девонському періоді як акадійський орогенез. Вщухають таконський орогенез у Північній Америці і лахланський орогенез на австралійському континенті. | 423,0 ±2,3              |
| —                 | Ф а н е р о з о й      | Палеозой, Pz    | Силур, S | Лудлов, S3 | Лудфордій, S3l | Перший вихід на суходіл судинних рослин — риніофітів (Rhyniophytina) та подібних їм. Перші багатоніжки (Millipedes), такі як артроплеври (Arthropleura) на суходолі. Поява перших щелепних риб (Gnathostomata), як наслідок — розквіт броньованих безщелепних (Agnatha) у морях, таких як остракодерми (Ostracoderm). Ракоскорпіони (Eurypterid) сягають великих розмірів. У морях поширені корали — табуляти (Tabulata) і ругози (Rugosa), брахіоподи — пентамеріди (Pentamerida), ринхонеліди (Rhynchonellida); різноманітні трилобіти (Trilobita) і молюски (Mollusca); зустрічаються граптоліти (Graptolithina). Початок каледонського орогенезу в Британії та Скандинавських горах, що продовжився в девонському періоді як акадійський орогенез. Вщухають таконський орогенез у Північній Америці і лахланський орогенез на австралійському континенті. | 425,6 ±0,9              |
| —                 | Ф а н е р о з о й      | Палеозой, Pz    | Силур, S | Лудлов, S3 | Горстій, S3g | Перший вихід на суходіл судинних рослин — риніофітів (Rhyniophytina) та подібних їм. Перші багатоніжки (Millipedes), такі як артроплеври (Arthropleura) на суходолі. Поява перших щелепних риб (Gnathostomata), як наслідок — розквіт броньованих безщелепних (Agnatha) у морях, таких як остракодерми (Ostracoderm). Ракоскорпіони (Eurypterid) сягають великих розмірів. У морях поширені корали — табуляти (Tabulata) і ругози (Rugosa), брахіоподи — пентамеріди (Pentamerida), ринхонеліди (Rhynchonellida); різноманітні трилобіти (Trilobita) і молюски (Mollusca); зустрічаються граптоліти (Graptolithina). Початок каледонського орогенезу в Британії та Скандинавських горах, що продовжився в девонському періоді як акадійський орогенез. Вщухають таконський орогенез у Північній Америці і лахланський орогенез на австралійському континенті. | 427,4 ±0,5              |
| —                 | Ф а н е р о з о й      | Палеозой, Pz    | Силур, S | Венлок, S2 | Гомерій, S2h | Перший вихід на суходіл судинних рослин — риніофітів (Rhyniophytina) та подібних їм. Перші багатоніжки (Millipedes), такі як артроплеври (Arthropleura) на суходолі. Поява перших щелепних риб (Gnathostomata), як наслідок — розквіт броньованих безщелепних (Agnatha) у морях, таких як остракодерми (Ostracoderm). Ракоскорпіони (Eurypterid) сягають великих розмірів. У морях поширені корали — табуляти (Tabulata) і ругози (Rugosa), брахіоподи — пентамеріди (Pentamerida), ринхонеліди (Rhynchonellida); різноманітні трилобіти (Trilobita) і молюски (Mollusca); зустрічаються граптоліти (Graptolithina). Початок каледонського орогенезу в Британії та Скандинавських горах, що продовжився в девонському періоді як акадійський орогенез. Вщухають таконський орогенез у Північній Америці і лахланський орогенез на австралійському континенті. | 430,5 ±0,7              |
| —                 | Ф а н е р о з о й      | Палеозой, Pz    | Силур, S | Венлок, S2 | Шейнвудій, S2sh | Перший вихід на суходіл судинних рослин — риніофітів (Rhyniophytina) та подібних їм. Перші багатоніжки (Millipedes), такі як артроплеври (Arthropleura) на суходолі. Поява перших щелепних риб (Gnathostomata), як наслідок — розквіт броньованих безщелепних (Agnatha) у морях, таких як остракодерми (Ostracoderm). Ракоскорпіони (Eurypterid) сягають великих розмірів. У морях поширені корали — табуляти (Tabulata) і ругози (Rugosa), брахіоподи — пентамеріди (Pentamerida), ринхонеліди (Rhynchonellida); різноманітні трилобіти (Trilobita) і молюски (Mollusca); зустрічаються граптоліти (Graptolithina). Початок каледонського орогенезу в Британії та Скандинавських горах, що продовжився в девонському періоді як акадійський орогенез. Вщухають таконський орогенез у Північній Америці і лахланський орогенез на австралійському континенті. | 433,4 ±0,8              |
| —                 | Ф а н е р о з о й      | Палеозой, Pz    | Силур, S | Лландоверій, S1 | Телицій, S1t | Перший вихід на суходіл судинних рослин — риніофітів (Rhyniophytina) та подібних їм. Перші багатоніжки (Millipedes), такі як артроплеври (Arthropleura) на суходолі. Поява перших щелепних риб (Gnathostomata), як наслідок — розквіт броньованих безщелепних (Agnatha) у морях, таких як остракодерми (Ostracoderm). Ракоскорпіони (Eurypterid) сягають великих розмірів. У морях поширені корали — табуляти (Tabulata) і ругози (Rugosa), брахіоподи — пентамеріди (Pentamerida), ринхонеліди (Rhynchonellida); різноманітні трилобіти (Trilobita) і молюски (Mollusca); зустрічаються граптоліти (Graptolithina). Початок каледонського орогенезу в Британії та Скандинавських горах, що продовжився в девонському періоді як акадійський орогенез. Вщухають таконський орогенез у Північній Америці і лахланський орогенез на австралійському континенті. | 438,5 ±1,1              |
| —                 | Ф а н е р о з о й      | Палеозой, Pz    | Силур, S | Лландоверій, S1 | Аероній, S1a | Перший вихід на суходіл судинних рослин — риніофітів (Rhyniophytina) та подібних їм. Перші багатоніжки (Millipedes), такі як артроплеври (Arthropleura) на суходолі. Поява перших щелепних риб (Gnathostomata), як наслідок — розквіт броньованих безщелепних (Agnatha) у морях, таких як остракодерми (Ostracoderm). Ракоскорпіони (Eurypterid) сягають великих розмірів. У морях поширені корали — табуляти (Tabulata) і ругози (Rugosa), брахіоподи — пентамеріди (Pentamerida), ринхонеліди (Rhynchonellida); різноманітні трилобіти (Trilobita) і молюски (Mollusca); зустрічаються граптоліти (Graptolithina). Початок каледонського орогенезу в Британії та Скандинавських горах, що продовжився в девонському періоді як акадійський орогенез. Вщухають таконський орогенез у Північній Америці і лахланський орогенез на австралійському континенті. | 440,8 ±1,2              |
| —                 | Ф а н е р о з о й      | Палеозой, Pz    | Силур, S | Лландоверій, S1 | Рудданій, S1r | Перший вихід на суходіл судинних рослин — риніофітів (Rhyniophytina) та подібних їм. Перші багатоніжки (Millipedes), такі як артроплеври (Arthropleura) на суходолі. Поява перших щелепних риб (Gnathostomata), як наслідок — розквіт броньованих безщелепних (Agnatha) у морях, таких як остракодерми (Ostracoderm). Ракоскорпіони (Eurypterid) сягають великих розмірів. У морях поширені корали — табуляти (Tabulata) і ругози (Rugosa), брахіоподи — пентамеріди (Pentamerida), ринхонеліди (Rhynchonellida); різноманітні трилобіти (Trilobita) і молюски (Mollusca); зустрічаються граптоліти (Graptolithina). Початок каледонського орогенезу в Британії та Скандинавських горах, що продовжився в девонському періоді як акадійський орогенез. Вщухають таконський орогенез у Північній Америці і лахланський орогенез на австралійському континенті. | 443,8 ±1,5              |
| —                 | Ф а н е р о з о й      | Палеозой, Pz    | Ордовик, O | Пізній, O3 | Хірнант, O3h | Еволюційна радіація безхребетних. Поява ранніх коралів (Anthozoa). Звичайні суглобні брахіоподи (Orthida, Strophomenida та ін.), двостулкові молюски, наутилоїдеї (Nautiloidea), трилобіти (Trilobita), остракоди (Ostracoda), мохуватки (Bryozoa), голкошкірі (морські лілії, цистоідеї, морські зірки), широко диверсифікуються граптоліти (Graptolithina). З'являються конодонти (ранні планктонні хребетні). Поява перших зелених рослин і грибів на суходолі. На кінець періоду припадає поширення льодовикових щитів. | 445,2 ±1,4              |
| —                 | Ф а н е р о з о й      | Палеозой, Pz    | Ордовик, O | Пізній, O3 | Катій, O3k | Еволюційна радіація безхребетних. Поява ранніх коралів (Anthozoa). Звичайні суглобні брахіоподи (Orthida, Strophomenida та ін.), двостулкові молюски, наутилоїдеї (Nautiloidea), трилобіти (Trilobita), остракоди (Ostracoda), мохуватки (Bryozoa), голкошкірі (морські лілії, цистоідеї, морські зірки), широко диверсифікуються граптоліти (Graptolithina). З'являються конодонти (ранні планктонні хребетні). Поява перших зелених рослин і грибів на суходолі. На кінець періоду припадає поширення льодовикових щитів. | 453,0 ±0,7              |
| —                 | Ф а н е р о з о й      | Палеозой, Pz    | Ордовик, O | Пізній, O3 | Сандбіан, O3s | Еволюційна радіація безхребетних. Поява ранніх коралів (Anthozoa). Звичайні суглобні брахіоподи (Orthida, Strophomenida та ін.), двостулкові молюски, наутилоїдеї (Nautiloidea), трилобіти (Trilobita), остракоди (Ostracoda), мохуватки (Bryozoa), голкошкірі (морські лілії, цистоідеї, морські зірки), широко диверсифікуються граптоліти (Graptolithina). З'являються конодонти (ранні планктонні хребетні). Поява перших зелених рослин і грибів на суходолі. На кінець періоду припадає поширення льодовикових щитів. | 458,4 ±0,9              |
| —                 | Ф а н е р о з о й      | Палеозой, Pz    | Ордовик, O | Середній, O2 | Дарривілій, O2drw | Еволюційна радіація безхребетних. Поява ранніх коралів (Anthozoa). Звичайні суглобні брахіоподи (Orthida, Strophomenida та ін.), двостулкові молюски, наутилоїдеї (Nautiloidea), трилобіти (Trilobita), остракоди (Ostracoda), мохуватки (Bryozoa), голкошкірі (морські лілії, цистоідеї, морські зірки), широко диверсифікуються граптоліти (Graptolithina). З'являються конодонти (ранні планктонні хребетні). Поява перших зелених рослин і грибів на суходолі. На кінець періоду припадає поширення льодовикових щитів. | 467,3 ±1,1              |
| —                 | Ф а н е р о з о й      | Палеозой, Pz    | Ордовик, O | Середній, O2 | Дапінгій, O2, O2dpg | Еволюційна радіація безхребетних. Поява ранніх коралів (Anthozoa). Звичайні суглобні брахіоподи (Orthida, Strophomenida та ін.), двостулкові молюски, наутилоїдеї (Nautiloidea), трилобіти (Trilobita), остракоди (Ostracoda), мохуватки (Bryozoa), голкошкірі (морські лілії, цистоідеї, морські зірки), широко диверсифікуються граптоліти (Graptolithina). З'являються конодонти (ранні планктонні хребетні). Поява перших зелених рослин і грибів на суходолі. На кінець періоду припадає поширення льодовикових щитів. | 470,0 ±1,4              |
| —                 | Ф а н е р о з о й      | Палеозой, Pz    | Ордовик, O | Ранній, O1 | Флос, O1f | Еволюційна радіація безхребетних. Поява ранніх коралів (Anthozoa). Звичайні суглобні брахіоподи (Orthida, Strophomenida та ін.), двостулкові молюски, наутилоїдеї (Nautiloidea), трилобіти (Trilobita), остракоди (Ostracoda), мохуватки (Bryozoa), голкошкірі (морські лілії, цистоідеї, морські зірки), широко диверсифікуються граптоліти (Graptolithina). З'являються конодонти (ранні планктонні хребетні). Поява перших зелених рослин і грибів на суходолі. На кінець періоду припадає поширення льодовикових щитів. | 477,7 ±1,4              |
| —                 | Ф а н е р о з о й      | Палеозой, Pz    | Ордовик, O | Ранній, O1 | Тремадок, O1t | Еволюційна радіація безхребетних. Поява ранніх коралів (Anthozoa). Звичайні суглобні брахіоподи (Orthida, Strophomenida та ін.), двостулкові молюски, наутилоїдеї (Nautiloidea), трилобіти (Trilobita), остракоди (Ostracoda), мохуватки (Bryozoa), голкошкірі (морські лілії, цистоідеї, морські зірки), широко диверсифікуються граптоліти (Graptolithina). З'являються конодонти (ранні планктонні хребетні). Поява перших зелених рослин і грибів на суходолі. На кінець періоду припадає поширення льодовикових щитів. | 485,4 ±1,9              |
| —                 | Ф а н е р о з о й      | Палеозой, Pz    | Кембрій, Ꞓ | Фуронгій, Ꞓ4 | Ярус 10 | Численні викопні рештки організмів. Бурхливий розвиток різноманітних форм життя, утворюються більшість таксонів сучасних тварин — кембрійський вибух. Зникає едіакарська біота, з'являються перші хордові, поруч з рядом вимерлих пізніше еволюційних гілок. Вибуховий розквіт рифоутворюючих археоциат (Archaeocyatha) й пізніший колапс. Широко поширені трилобіти (Trilobites), приапуліди (Priapulida), губки (Porifera), брахіоподи (Brachiopod) та інші тварини. Аномалокариси (Anomalocarida) головні хижаки в ранньокембрійських морях. З'являються сучасні форми водоростей (Algae), грибів (Fungi), форамініфер (Foraminifera). Утворюється суперконтинент Гондвана. Лахланський орогенез (540—440 млн років тому); закінчується петерманський орогенез (550—535 млн років тому); активність деламерійського орогенезу, Аделаїдського рифтового комплексу (514—500 млн років тому) в Австралії. Концентрація вуглекислого газу (CO2) в атмосфері була у 15 разів вища (6000 ppmv) за сучасну (400 ppmv). | ~489,5                  |
| —                 | Ф а н е р о з о й      | Палеозой, Pz    | Кембрій, Ꞓ | Фуронгій, Ꞓ4 | Цзяншань, Ꞓ4j | Численні викопні рештки організмів. Бурхливий розвиток різноманітних форм життя, утворюються більшість таксонів сучасних тварин — кембрійський вибух. Зникає едіакарська біота, з'являються перші хордові, поруч з рядом вимерлих пізніше еволюційних гілок. Вибуховий розквіт рифоутворюючих археоциат (Archaeocyatha) й пізніший колапс. Широко поширені трилобіти (Trilobites), приапуліди (Priapulida), губки (Porifera), брахіоподи (Brachiopod) та інші тварини. Аномалокариси (Anomalocarida) головні хижаки в ранньокембрійських морях. З'являються сучасні форми водоростей (Algae), грибів (Fungi), форамініфер (Foraminifera). Утворюється суперконтинент Гондвана. Лахланський орогенез (540—440 млн років тому); закінчується петерманський орогенез (550—535 млн років тому); активність деламерійського орогенезу, Аделаїдського рифтового комплексу (514—500 млн років тому) в Австралії. Концентрація вуглекислого газу (CO2) в атмосфері була у 15 разів вища (6000 ppmv) за сучасну (400 ppmv). | ~494                    |
| —                 | Ф а н е р о з о й      | Палеозой, Pz    | Кембрій, Ꞓ | Фуронгій, Ꞓ4 | Паїбіан, Ꞓ4p | Численні викопні рештки організмів. Бурхливий розвиток різноманітних форм життя, утворюються більшість таксонів сучасних тварин — кембрійський вибух. Зникає едіакарська біота, з'являються перші хордові, поруч з рядом вимерлих пізніше еволюційних гілок. Вибуховий розквіт рифоутворюючих археоциат (Archaeocyatha) й пізніший колапс. Широко поширені трилобіти (Trilobites), приапуліди (Priapulida), губки (Porifera), брахіоподи (Brachiopod) та інші тварини. Аномалокариси (Anomalocarida) головні хижаки в ранньокембрійських морях. З'являються сучасні форми водоростей (Algae), грибів (Fungi), форамініфер (Foraminifera). Утворюється суперконтинент Гондвана. Лахланський орогенез (540—440 млн років тому); закінчується петерманський орогенез (550—535 млн років тому); активність деламерійського орогенезу, Аделаїдського рифтового комплексу (514—500 млн років тому) в Австралії. Концентрація вуглекислого газу (CO2) в атмосфері була у 15 разів вища (6000 ppmv) за сучасну (400 ppmv). | ~497                    |
| —                 | Ф а н е р о з о й      | Палеозой, Pz    | Кембрій, Ꞓ | Мяолінг, Ꞓ3 | Гужаній, Ꞓ3g | Численні викопні рештки організмів. Бурхливий розвиток різноманітних форм життя, утворюються більшість таксонів сучасних тварин — кембрійський вибух. Зникає едіакарська біота, з'являються перші хордові, поруч з рядом вимерлих пізніше еволюційних гілок. Вибуховий розквіт рифоутворюючих археоциат (Archaeocyatha) й пізніший колапс. Широко поширені трилобіти (Trilobites), приапуліди (Priapulida), губки (Porifera), брахіоподи (Brachiopod) та інші тварини. Аномалокариси (Anomalocarida) головні хижаки в ранньокембрійських морях. З'являються сучасні форми водоростей (Algae), грибів (Fungi), форамініфер (Foraminifera). Утворюється суперконтинент Гондвана. Лахланський орогенез (540—440 млн років тому); закінчується петерманський орогенез (550—535 млн років тому); активність деламерійського орогенезу, Аделаїдського рифтового комплексу (514—500 млн років тому) в Австралії. Концентрація вуглекислого газу (CO2) в атмосфері була у 15 разів вища (6000 ppmv) за сучасну (400 ppmv). | ~500,5                  |
| —                 | Ф а н е р о з о й      | Палеозой, Pz    | Кембрій, Ꞓ | Мяолінг, Ꞓ3 | Друмій, Ꞓ3d | Численні викопні рештки організмів. Бурхливий розвиток різноманітних форм життя, утворюються більшість таксонів сучасних тварин — кембрійський вибух. Зникає едіакарська біота, з'являються перші хордові, поруч з рядом вимерлих пізніше еволюційних гілок. Вибуховий розквіт рифоутворюючих археоциат (Archaeocyatha) й пізніший колапс. Широко поширені трилобіти (Trilobites), приапуліди (Priapulida), губки (Porifera), брахіоподи (Brachiopod) та інші тварини. Аномалокариси (Anomalocarida) головні хижаки в ранньокембрійських морях. З'являються сучасні форми водоростей (Algae), грибів (Fungi), форамініфер (Foraminifera). Утворюється суперконтинент Гондвана. Лахланський орогенез (540—440 млн років тому); закінчується петерманський орогенез (550—535 млн років тому); активність деламерійського орогенезу, Аделаїдського рифтового комплексу (514—500 млн років тому) в Австралії. Концентрація вуглекислого газу (CO2) в атмосфері була у 15 разів вища (6000 ppmv) за сучасну (400 ppmv). | ~504,5                  |
| —                 | Ф а н е р о з о й      | Палеозой, Pz    | Кембрій, Ꞓ | Мяолінг, Ꞓ3 | Вулліан, Ꞓ3w | Численні викопні рештки організмів. Бурхливий розвиток різноманітних форм життя, утворюються більшість таксонів сучасних тварин — кембрійський вибух. Зникає едіакарська біота, з'являються перші хордові, поруч з рядом вимерлих пізніше еволюційних гілок. Вибуховий розквіт рифоутворюючих археоциат (Archaeocyatha) й пізніший колапс. Широко поширені трилобіти (Trilobites), приапуліди (Priapulida), губки (Porifera), брахіоподи (Brachiopod) та інші тварини. Аномалокариси (Anomalocarida) головні хижаки в ранньокембрійських морях. З'являються сучасні форми водоростей (Algae), грибів (Fungi), форамініфер (Foraminifera). Утворюється суперконтинент Гондвана. Лахланський орогенез (540—440 млн років тому); закінчується петерманський орогенез (550—535 млн років тому); активність деламерійського орогенезу, Аделаїдського рифтового комплексу (514—500 млн років тому) в Австралії. Концентрація вуглекислого газу (CO2) в атмосфері була у 15 разів вища (6000 ppmv) за сучасну (400 ppmv). | ~509                    |
| —                 | Ф а н е р о з о й      | Палеозой, Pz    | Кембрій, Ꞓ | Епоха 2, Ꞓ2 | Ярус 4 | Численні викопні рештки організмів. Бурхливий розвиток різноманітних форм життя, утворюються більшість таксонів сучасних тварин — кембрійський вибух. Зникає едіакарська біота, з'являються перші хордові, поруч з рядом вимерлих пізніше еволюційних гілок. Вибуховий розквіт рифоутворюючих археоциат (Archaeocyatha) й пізніший колапс. Широко поширені трилобіти (Trilobites), приапуліди (Priapulida), губки (Porifera), брахіоподи (Brachiopod) та інші тварини. Аномалокариси (Anomalocarida) головні хижаки в ранньокембрійських морях. З'являються сучасні форми водоростей (Algae), грибів (Fungi), форамініфер (Foraminifera). Утворюється суперконтинент Гондвана. Лахланський орогенез (540—440 млн років тому); закінчується петерманський орогенез (550—535 млн років тому); активність деламерійського орогенезу, Аделаїдського рифтового комплексу (514—500 млн років тому) в Австралії. Концентрація вуглекислого газу (CO2) в атмосфері була у 15 разів вища (6000 ppmv) за сучасну (400 ppmv). | ~514                    |
| —                 | Ф а н е р о з о й      | Палеозой, Pz    | Кембрій, Ꞓ | Епоха 2, Ꞓ2 | Ярус 3 | Численні викопні рештки організмів. Бурхливий розвиток різноманітних форм життя, утворюються більшість таксонів сучасних тварин — кембрійський вибух. Зникає едіакарська біота, з'являються перші хордові, поруч з рядом вимерлих пізніше еволюційних гілок. Вибуховий розквіт рифоутворюючих археоциат (Archaeocyatha) й пізніший колапс. Широко поширені трилобіти (Trilobites), приапуліди (Priapulida), губки (Porifera), брахіоподи (Brachiopod) та інші тварини. Аномалокариси (Anomalocarida) головні хижаки в ранньокембрійських морях. З'являються сучасні форми водоростей (Algae), грибів (Fungi), форамініфер (Foraminifera). Утворюється суперконтинент Гондвана. Лахланський орогенез (540—440 млн років тому); закінчується петерманський орогенез (550—535 млн років тому); активність деламерійського орогенезу, Аделаїдського рифтового комплексу (514—500 млн років тому) в Австралії. Концентрація вуглекислого газу (CO2) в атмосфері була у 15 разів вища (6000 ppmv) за сучасну (400 ppmv). | ~521                    |
| —                 | Ф а н е р о з о й      | Палеозой, Pz    | Кембрій, Ꞓ | Терреновіан, Ꞓ1 | Ярус 2 | Численні викопні рештки організмів. Бурхливий розвиток різноманітних форм життя, утворюються більшість таксонів сучасних тварин — кембрійський вибух. Зникає едіакарська біота, з'являються перші хордові, поруч з рядом вимерлих пізніше еволюційних гілок. Вибуховий розквіт рифоутворюючих археоциат (Archaeocyatha) й пізніший колапс. Широко поширені трилобіти (Trilobites), приапуліди (Priapulida), губки (Porifera), брахіоподи (Brachiopod) та інші тварини. Аномалокариси (Anomalocarida) головні хижаки в ранньокембрійських морях. З'являються сучасні форми водоростей (Algae), грибів (Fungi), форамініфер (Foraminifera). Утворюється суперконтинент Гондвана. Лахланський орогенез (540—440 млн років тому); закінчується петерманський орогенез (550—535 млн років тому); активність деламерійського орогенезу, Аделаїдського рифтового комплексу (514—500 млн років тому) в Австралії. Концентрація вуглекислого газу (CO2) в атмосфері була у 15 разів вища (6000 ppmv) за сучасну (400 ppmv). | ~529                    |
| —                 | Ф а н е р о з о й      | Палеозой, Pz    | Кембрій, Ꞓ | Терреновіан, Ꞓ1 | Фортуній, Ꞓ1f | Численні викопні рештки організмів. Бурхливий розвиток різноманітних форм життя, утворюються більшість таксонів сучасних тварин — кембрійський вибух. Зникає едіакарська біота, з'являються перші хордові, поруч з рядом вимерлих пізніше еволюційних гілок. Вибуховий розквіт рифоутворюючих археоциат (Archaeocyatha) й пізніший колапс. Широко поширені трилобіти (Trilobites), приапуліди (Priapulida), губки (Porifera), брахіоподи (Brachiopod) та інші тварини. Аномалокариси (Anomalocarida) головні хижаки в ранньокембрійських морях. З'являються сучасні форми водоростей (Algae), грибів (Fungi), форамініфер (Foraminifera). Утворюється суперконтинент Гондвана. Лахланський орогенез (540—440 млн років тому); закінчується петерманський орогенез (550—535 млн років тому); активність деламерійського орогенезу, Аделаїдського рифтового комплексу (514—500 млн років тому) в Австралії. Концентрація вуглекислого газу (CO2) в атмосфері була у 15 разів вища (6000 ppmv) за сучасну (400 ppmv). | 541,0 ±1,0              |
| Д о к е м б р і й | П р о т е р о з о й Pr | Неопротерозой   | Едіакарій | Гарні фоссилії від перших багатоклітинних організмів (Eumetazoa). Едіакарська біота процвітає в усіх морях планети. Перші залишки примітивних слідів від, ймовірно червеподібних істот, Trichophycus. З'являються перші губки (Porifera) і трилобіти (Trilobita). Загадкові залишки безлічі желеподібних істот, що нагадували мішки, диски або ковдри (наприклад, дикінсонія). Поділ Паннотії на континент Гондвану і міні-континенти Балтія, Сибірію і Лавразію. Таконський орогенез у Північній Америці; орогенез хребта Араваллі на індійському субконтиненті. Починається петерманський орогенез на австралійському континенті; брідморський орогенез (633–620 млрд років тому) в Антарктиді. | Гарні фоссилії від перших багатоклітинних організмів (Eumetazoa). Едіакарська біота процвітає в усіх морях планети. Перші залишки примітивних слідів від, ймовірно червеподібних істот, Trichophycus. З'являються перші губки (Porifera) і трилобіти (Trilobita). Загадкові залишки безлічі желеподібних істот, що нагадували мішки, диски або ковдри (наприклад, дикінсонія). Поділ Паннотії на континент Гондвану і міні-континенти Балтія, Сибірію і Лавразію. Таконський орогенез у Північній Америці; орогенез хребта Араваллі на індійському субконтиненті. Починається петерманський орогенез на австралійському континенті; брідморський орогенез (633–620 млрд років тому) в Антарктиді. | Гарні фоссилії від перших багатоклітинних організмів (Eumetazoa). Едіакарська біота процвітає в усіх морях планети. Перші залишки примітивних слідів від, ймовірно червеподібних істот, Trichophycus. З'являються перші губки (Porifera) і трилобіти (Trilobita). Загадкові залишки безлічі желеподібних істот, що нагадували мішки, диски або ковдри (наприклад, дикінсонія). Поділ Паннотії на континент Гондвану і міні-континенти Балтія, Сибірію і Лавразію. Таконський орогенез у Північній Америці; орогенез хребта Араваллі на індійському субконтиненті. Починається петерманський орогенез на австралійському континенті; брідморський орогенез (633–620 млрд років тому) в Антарктиді. | ~635                    |
| Д о к е м б р і й | П р о т е р о з о й Pr | Неопротерозой   | Кріогеній | Ймовірний період глобального зледеніння (англ. Snowball Earth) в історії Землі. Викопні рештки ще досить поодинокі. Родинія розпадається, починає формуватись інший суперконтинент — Паннотія. Рукерський та німродський орогенез в Антарктиці йде на спад. | Ймовірний період глобального зледеніння (англ. Snowball Earth) в історії Землі. Викопні рештки ще досить поодинокі. Родинія розпадається, починає формуватись інший суперконтинент — Паннотія. Рукерський та німродський орогенез в Антарктиці йде на спад. | Ймовірний період глобального зледеніння (англ. Snowball Earth) в історії Землі. Викопні рештки ще досить поодинокі. Родинія розпадається, починає формуватись інший суперконтинент — Паннотія. Рукерський та німродський орогенез в Антарктиці йде на спад. | ~720                    |
| Д о к е м б р і й | П р о т е р о з о й Pr | Неопротерозой   | Тоній | Сліди примітивних багатоклітинних організмів — хайнанська біота. Радіаційна еволюція динофлягелятоподібних акритархів. Усі континенти зібрані в єдиний суперконтинент Родинію. Закінчення свеконорвезького орогенезу в Північній Європі; едмундський орогенез комплексу Гаскойн у Західній Австралії (920—850 млрд років тому); деламерійський орогенез, утворення Аделаїдського рифтового комплексу у Південні Австралії.; гренвільський орогенез у Північній Америці; німродський орогенез в Антарктиці (1,0 ±0,15 млрд років тому); панафриканський орогенез на африканському континенті. | Сліди примітивних багатоклітинних організмів — хайнанська біота. Радіаційна еволюція динофлягелятоподібних акритархів. Усі континенти зібрані в єдиний суперконтинент Родинію. Закінчення свеконорвезького орогенезу в Північній Європі; едмундський орогенез комплексу Гаскойн у Західній Австралії (920—850 млрд років тому); деламерійський орогенез, утворення Аделаїдського рифтового комплексу у Південні Австралії.; гренвільський орогенез у Північній Америці; німродський орогенез в Антарктиці (1,0 ±0,15 млрд років тому); панафриканський орогенез на африканському континенті. | Сліди примітивних багатоклітинних організмів — хайнанська біота. Радіаційна еволюція динофлягелятоподібних акритархів. Усі континенти зібрані в єдиний суперконтинент Родинію. Закінчення свеконорвезького орогенезу в Північній Європі; едмундський орогенез комплексу Гаскойн у Західній Австралії (920—850 млрд років тому); деламерійський орогенез, утворення Аделаїдського рифтового комплексу у Південні Австралії.; гренвільський орогенез у Північній Америці; німродський орогенез в Антарктиці (1,0 ±0,15 млрд років тому); панафриканський орогенез на африканському континенті. | 1000                    |
| Д о к е м б р і й | П р о т е р о з о й Pr | Мезопротерозой  | Стеній | Утворення сильнометаморфізованих поясів під час орогенезу на суперконтиненті Родинія. Світовий океан Міровія. Початок свеконорвезького орогенезу в Північній Європі, ймовірний початок рукерського та німродського орогенезу в Антарктиці. Масгрейвський орогенез (1,08 млрд років тому) у Центральній Австралії. | Утворення сильнометаморфізованих поясів під час орогенезу на суперконтиненті Родинія. Світовий океан Міровія. Початок свеконорвезького орогенезу в Північній Європі, ймовірний початок рукерського та німродського орогенезу в Антарктиці. Масгрейвський орогенез (1,08 млрд років тому) у Центральній Австралії. | Утворення сильнометаморфізованих поясів під час орогенезу на суперконтиненті Родинія. Світовий океан Міровія. Початок свеконорвезького орогенезу в Північній Європі, ймовірний початок рукерського та німродського орогенезу в Антарктиці. Масгрейвський орогенез (1,08 млрд років тому) у Центральній Австралії. | 1200                    |
| Д о к е м б р і й | П р о т е р о з о й Pr | Мезопротерозой  | Ектазій | Розширення осадового чохлу літосферних плит поверх первинних кратонів. Зелені водорості створюють колонії в морях. Гренвільський орогенез у Північній Америці. | Розширення осадового чохлу літосферних плит поверх первинних кратонів. Зелені водорості створюють колонії в морях. Гренвільський орогенез у Північній Америці. | Розширення осадового чохлу літосферних плит поверх первинних кратонів. Зелені водорості створюють колонії в морях. Гренвільський орогенез у Північній Америці. | 1400                    |
| Д о к е м б р і й | П р о т е р о з о й Pr | Мезопротерозой  | Калімій | Сліди багатоклітинних істот — червоні водорості (Rhodophyta). Накопичення осадових та магматичних порід поверх первинних кратонів — утворення літосферних плит. Розкол суперконтиненту Колумбія (Нуна). Барамундійський басейну Мак-Артур в Північній Австралії та ісанський орогенези, формування гори Маунт-Айза у Квінсленді (1,6 млрд років тому). | Сліди багатоклітинних істот — червоні водорості (Rhodophyta). Накопичення осадових та магматичних порід поверх первинних кратонів — утворення літосферних плит. Розкол суперконтиненту Колумбія (Нуна). Барамундійський басейну Мак-Артур в Північній Австралії та ісанський орогенези, формування гори Маунт-Айза у Квінсленді (1,6 млрд років тому). | Сліди багатоклітинних істот — червоні водорості (Rhodophyta). Накопичення осадових та магматичних порід поверх первинних кратонів — утворення літосферних плит. Розкол суперконтиненту Колумбія (Нуна). Барамундійський басейну Мак-Артур в Північній Австралії та ісанський орогенези, формування гори Маунт-Айза у Квінсленді (1,6 млрд років тому). | 1600                    |
| Д о к е м б р і й | П р о т е р о з о й Pr | Палеопротерозой | Статерій | Перші ядерні організми, протисти з ядрами. Утворення первинного суперконтиненту Колумбія (Нуна). Закінчення кімбанського орогенезу в Австралії; япангкуський (Їлгарнський кратон) та мангарунський орогенез (комплекс Гаскойн) у Західній Австралії (1,68-1,62 млрд років тому); караранський орогенез (1,65 млрд років тому) в Південній Австралії — кратон кратону Говлер. | Перші ядерні організми, протисти з ядрами. Утворення первинного суперконтиненту Колумбія (Нуна). Закінчення кімбанського орогенезу в Австралії; япангкуський (Їлгарнський кратон) та мангарунський орогенез (комплекс Гаскойн) у Західній Австралії (1,68-1,62 млрд років тому); караранський орогенез (1,65 млрд років тому) в Південній Австралії — кратон кратону Говлер. | Перші ядерні організми, протисти з ядрами. Утворення первинного суперконтиненту Колумбія (Нуна). Закінчення кімбанського орогенезу в Австралії; япангкуський (Їлгарнський кратон) та мангарунський орогенез (комплекс Гаскойн) у Західній Австралії (1,68-1,62 млрд років тому); караранський орогенез (1,65 млрд років тому) в Південній Австралії — кратон кратону Говлер. | 1800                    |
| Д о к е м б р і й | П р о т е р о з о й Pr | Палеопротерозой | Орозирій | Атмосфера Землі почала насичуватись киснем. Утворення Вредефортського та Садберійського метеоритних кратерів. Сильний орогенез: пенокеанський та гудзонський орогенези у Північній Америці, ранній рукерський орогенез в Антарктиці (2,0—1,7 млрд років тому); гленбурзький комплексу Гаскойн та кімбанський орогенез кратону Говлер в Австралії (2,005—1,920 млрд років тому). | Атмосфера Землі почала насичуватись киснем. Утворення Вредефортського та Садберійського метеоритних кратерів. Сильний орогенез: пенокеанський та гудзонський орогенези у Північній Америці, ранній рукерський орогенез в Антарктиці (2,0—1,7 млрд років тому); гленбурзький комплексу Гаскойн та кімбанський орогенез кратону Говлер в Австралії (2,005—1,920 млрд років тому). | Атмосфера Землі почала насичуватись киснем. Утворення Вредефортського та Садберійського метеоритних кратерів. Сильний орогенез: пенокеанський та гудзонський орогенези у Північній Америці, ранній рукерський орогенез в Антарктиці (2,0—1,7 млрд років тому); гленбурзький комплексу Гаскойн та кімбанський орогенез кратону Говлер в Австралії (2,005—1,920 млрд років тому). | 2050                    |
| Д о к е м б р і й | П р о т е р о з о й Pr | Палеопротерозой | Рясій | Формування величезного плутону Бушвельдського комплексу. Гуронське зледеніння. | Формування величезного плутону Бушвельдського комплексу. Гуронське зледеніння. | Формування величезного плутону Бушвельдського комплексу. Гуронське зледеніння. | 2300                    |
| Д о к е м б р і й | П р о т е р о з о й Pr | Палеопротерозой | Сидерій | Киснева катастрофа — стрічкові залізні руди. Назва періоду походить від дав.-гр. ςιδερος — залізо. Сліфордський орогенез кратону Говлер в Австралії (2,44—2,42 млрд років тому). Гуронське зледеніння. | Киснева катастрофа — стрічкові залізні руди. Назва періоду походить від дав.-гр. ςιδερος — залізо. Сліфордський орогенез кратону Говлер в Австралії (2,44—2,42 млрд років тому). Гуронське зледеніння. | Киснева катастрофа — стрічкові залізні руди. Назва періоду походить від дав.-гр. ςιδερος — залізо. Сліфордський орогенез кратону Говлер в Австралії (2,44—2,42 млрд років тому). Гуронське зледеніння. | 2500                    |
| Д о к е м б р і й | А р х е й Ar           | Неоархей        | Стабілізація усіх відомих сучасних кратонів; можливо через мантійний переворот. Інсельський орогенез, (2,65 ± 0,15 млрд років тому). Почав формуватись пояс Абітібі Квебеку та Онтаріо, остаточно стабілізувався 2,6 млрд років тому. | Стабілізація усіх відомих сучасних кратонів; можливо через мантійний переворот. Інсельський орогенез, (2,65 ± 0,15 млрд років тому). Почав формуватись пояс Абітібі Квебеку та Онтаріо, остаточно стабілізувався 2,6 млрд років тому. | Стабілізація усіх відомих сучасних кратонів; можливо через мантійний переворот. Інсельський орогенез, (2,65 ± 0,15 млрд років тому). Почав формуватись пояс Абітібі Квебеку та Онтаріо, остаточно стабілізувався 2,6 млрд років тому. | Стабілізація усіх відомих сучасних кратонів; можливо через мантійний переворот. Інсельський орогенез, (2,65 ± 0,15 млрд років тому). Почав формуватись пояс Абітібі Квебеку та Онтаріо, остаточно стабілізувався 2,6 млрд років тому. | 2800                    |
| Д о к е м б р і й | А р х е й Ar           | Мезоархей       | Найдавніші макроскам'янілості. Перші строматоліти, колоніальні ціанобактерії (Cyanobacteria). Розкол суперконтиненту Ваальбара. Гумбольдстський орогенез в Антарктиці. Утворення в Північній Америці мегакальдери Блейк-Ривер (близько 2,696 млрд років тому). | Найдавніші макроскам'янілості. Перші строматоліти, колоніальні ціанобактерії (Cyanobacteria). Розкол суперконтиненту Ваальбара. Гумбольдстський орогенез в Антарктиці. Утворення в Північній Америці мегакальдери Блейк-Ривер (близько 2,696 млрд років тому). | Найдавніші макроскам'янілості. Перші строматоліти, колоніальні ціанобактерії (Cyanobacteria). Розкол суперконтиненту Ваальбара. Гумбольдстський орогенез в Антарктиці. Утворення в Північній Америці мегакальдери Блейк-Ривер (близько 2,696 млрд років тому). | Найдавніші макроскам'янілості. Перші строматоліти, колоніальні ціанобактерії (Cyanobacteria). Розкол суперконтиненту Ваальбара. Гумбольдстський орогенез в Антарктиці. Утворення в Північній Америці мегакальдери Блейк-Ривер (близько 2,696 млрд років тому). | 3200                    |
| Д о к е м б р і й | А р х е й Ar           | Палеоархей      | Перші сліди киснетворних бактерій. Найдавніші мікроскам'янілості. Утворення найдревніших кратонів, Канадський щит і Пілбара (приблизно 3,6—3,8 млрд років тому). Формування першого суперконтиненту Ваальбара. Рейнірський орогенез в Антарктиці. | Перші сліди киснетворних бактерій. Найдавніші мікроскам'янілості. Утворення найдревніших кратонів, Канадський щит і Пілбара (приблизно 3,6—3,8 млрд років тому). Формування першого суперконтиненту Ваальбара. Рейнірський орогенез в Антарктиці. | Перші сліди киснетворних бактерій. Найдавніші мікроскам'янілості. Утворення найдревніших кратонів, Канадський щит і Пілбара (приблизно 3,6—3,8 млрд років тому). Формування першого суперконтиненту Ваальбара. Рейнірський орогенез в Антарктиці. | Перші сліди киснетворних бактерій. Найдавніші мікроскам'янілості. Утворення найдревніших кратонів, Канадський щит і Пілбара (приблизно 3,6—3,8 млрд років тому). Формування першого суперконтиненту Ваальбара. Рейнірський орогенез в Антарктиці. | 3600                    |
| Д о к е м б р і й | А р х е й Ar           | Еоархей         | Найдревніші відомі форми життя, можливо бактерії та археї, та самовідтворювана РНК (~4 млрд років тому), після пізнього важкого бомбардування. Напірський орогенез в Антарктиді (4,0 ± 0,2 млрд років тому). | Найдревніші відомі форми життя, можливо бактерії та археї, та самовідтворювана РНК (~4 млрд років тому), після пізнього важкого бомбардування. Напірський орогенез в Антарктиді (4,0 ± 0,2 млрд років тому). | Найдревніші відомі форми життя, можливо бактерії та археї, та самовідтворювана РНК (~4 млрд років тому), після пізнього важкого бомбардування. Напірський орогенез в Антарктиді (4,0 ± 0,2 млрд років тому). | Найдревніші відомі форми життя, можливо бактерії та археї, та самовідтворювана РНК (~4 млрд років тому), після пізнього важкого бомбардування. Напірський орогенез в Антарктиді (4,0 ± 0,2 млрд років тому). | 4000                    |
| Д о к е м б р і й | Г а д е й              | Неогадей        | Пізнього важкого бомбардування у внутрішній частині Сонячної системи, ймовірно через планетарну міграцію Нептуна до поясу Койпера в результаті орбітальних резонансів між Юпітером і Сатурном. Непрямі докази існування в цей час фотосинтезу (кероген) у примітивних форм життя. Найбільш древня з відомих гірських порід, гнейси Акасти (Північно-західні території, Канада), датується віком приблизно в 4,03 млрд років. На Місяці в цей час ранній імбрійський період, утворюється Море Дощів. | Пізнього важкого бомбардування у внутрішній частині Сонячної системи, ймовірно через планетарну міграцію Нептуна до поясу Койпера в результаті орбітальних резонансів між Юпітером і Сатурном. Непрямі докази існування в цей час фотосинтезу (кероген) у примітивних форм життя. Найбільш древня з відомих гірських порід, гнейси Акасти (Північно-західні території, Канада), датується віком приблизно в 4,03 млрд років. На Місяці в цей час ранній імбрійський період, утворюється Море Дощів. | Пізнього важкого бомбардування у внутрішній частині Сонячної системи, ймовірно через планетарну міграцію Нептуна до поясу Койпера в результаті орбітальних резонансів між Юпітером і Сатурном. Непрямі докази існування в цей час фотосинтезу (кероген) у примітивних форм життя. Найбільш древня з відомих гірських порід, гнейси Акасти (Північно-західні території, Канада), датується віком приблизно в 4,03 млрд років. На Місяці в цей час ранній імбрійський період, утворюється Море Дощів. | Пізнього важкого бомбардування у внутрішній частині Сонячної системи, ймовірно через планетарну міграцію Нептуна до поясу Койпера в результаті орбітальних резонансів між Юпітером і Сатурном. Непрямі докази існування в цей час фотосинтезу (кероген) у примітивних форм життя. Найбільш древня з відомих гірських порід, гнейси Акасти (Північно-західні території, Канада), датується віком приблизно в 4,03 млрд років. На Місяці в цей час ранній імбрійський період, утворюється Море Дощів. | 4130                    |
| Д о к е м б р і й | Г а д е й              | Мезогадей       | Ймовірно перша тектоніка літосферних плит. Найбільш ранні непрямі докази існування життя, що базуються на надзвичайно великій кількості легких ізотопів вуглецю в гірських породах, що пов'язують з життєдіяльністю організмів. На Місяці в цей час нектарський період (названий так, через утворення в цей час Моря Нектару), утворюються великі місячні моря, великі імпактні басейни. | Ймовірно перша тектоніка літосферних плит. Найбільш ранні непрямі докази існування життя, що базуються на надзвичайно великій кількості легких ізотопів вуглецю в гірських породах, що пов'язують з життєдіяльністю організмів. На Місяці в цей час нектарський період (названий так, через утворення в цей час Моря Нектару), утворюються великі місячні моря, великі імпактні басейни. | Ймовірно перша тектоніка літосферних плит. Найбільш ранні непрямі докази існування життя, що базуються на надзвичайно великій кількості легких ізотопів вуглецю в гірських породах, що пов'язують з життєдіяльністю організмів. На Місяці в цей час нектарський період (названий так, через утворення в цей час Моря Нектару), утворюються великі місячні моря, великі імпактні басейни. | Ймовірно перша тектоніка літосферних плит. Найбільш ранні непрямі докази існування життя, що базуються на надзвичайно великій кількості легких ізотопів вуглецю в гірських породах, що пов'язують з життєдіяльністю організмів. На Місяці в цей час нектарський період (названий так, через утворення в цей час Моря Нектару), утворюються великі місячні моря, великі імпактні басейни. | 4280                    |
| Д о к е м б р і й | Г а д е й              | Палеогадей      | Закінчення фази раннього бомбардування планет. Найдавніший знайдений мінерал — циркон віком 4,406 ±0,008 млрд років тому. Астероїди і комети приносять воду на Землю. На Місяці в цей час донектарський період. | Закінчення фази раннього бомбардування планет. Найдавніший знайдений мінерал — циркон віком 4,406 ±0,008 млрд років тому. Астероїди і комети приносять воду на Землю. На Місяці в цей час донектарський період. | Закінчення фази раннього бомбардування планет. Найдавніший знайдений мінерал — циркон віком 4,406 ±0,008 млрд років тому. Астероїди і комети приносять воду на Землю. На Місяці в цей час донектарський період. | Закінчення фази раннього бомбардування планет. Найдавніший знайдений мінерал — циркон віком 4,406 ±0,008 млрд років тому. Астероїди і комети приносять воду на Землю. На Місяці в цей час донектарський період. | 4533                    |
| Д о к е м б р і й | Г а д е й              | Еогадей         | Формування Сонця і Сонячної системи (4,68—4,63 млрд років тому). Формування Землі (4,567—4,570 млрд років тому), початок фази раннього бомбардування планет. Формування Місяця (4,533—4,527 млрд років тому), ймовірно через величезне зіткнення з невідомим астрономічним тілом — криптична ера. | Формування Сонця і Сонячної системи (4,68—4,63 млрд років тому). Формування Землі (4,567—4,570 млрд років тому), початок фази раннього бомбардування планет. Формування Місяця (4,533—4,527 млрд років тому), ймовірно через величезне зіткнення з невідомим астрономічним тілом — криптична ера. | Формування Сонця і Сонячної системи (4,68—4,63 млрд років тому). Формування Землі (4,567—4,570 млрд років тому), початок фази раннього бомбардування планет. Формування Місяця (4,533—4,527 млрд років тому), ймовірно через величезне зіткнення з невідомим астрономічним тілом — криптична ера. | Формування Сонця і Сонячної системи (4,68—4,63 млрд років тому). Формування Землі (4,567—4,570 млрд років тому), початок фази раннього бомбардування планет. Формування Місяця (4,533—4,527 млрд років тому), ймовірно через величезне зіткнення з невідомим астрономічним тілом — криптична ера. | 4570                    |

### Українською
- Мала гірнича енциклопедія : у 3 т. / за ред. В. С. Білецького. — Д. : Донбас, 2004. — Т. 1 : А — К. — 640 с. — ISBN 966-7804-14-3.
- Семененко М. П. Досягнення абсолютної геохронології та головні рубежи геологічної історії. — К., 1959.
- Рослий І. С. Космохронологія і періодичність галактичних років за геодинамічними, структурно-тектонічними і палеогеографічними ознаками геохронології // Геологічний журнал : науковий журнал. — К., 2014. — № 4. — С. 115-130. — ISSN 0367-4290.

### Англійською
- Aubry, Marie-Pierre; Van Couvering, John A.; Christie-Blick, Nicholas; Landing, Ed; Pratt, Brian R.; Owen, Donald E.; Ferrusquia-Villafranca, Ismael (2009). Terminology of geological time: Establishment of a community standard. Stratigraphy. 6 (2): 100—105. doi:10.7916/D8DR35JQ. Архів оригіналу за 10 лютого 2020. Процитовано 30 листопада 2018.
- Gradstein, F. M.; Ogg, J. G. (2004). A Geologic Time scale 2004 – Why, How and Where Next! (PDF). Lethaia. 37 (2): 175—181. doi:10.1080/00241160410006483. Архів оригіналу (PDF) за 17 квітня 2018. Процитовано 30 листопада 2018.
- Gradstein, Felix M.; Ogg, James G.; Smith, Alan G. (2004). A Geologic Time Scale 2004. Cambridge, UK: Cambridge University Press. ISBN 978-0-521-78142-8. Архів оригіналу за 1 січня 2014. Процитовано 18 листопада 2011.
- Gradstein, Felix M.; Ogg, James G.; Smith, Alan G.; Bleeker, Wouter; Laurens, Lucas, J. (June 2004). A new Geologic Time Scale, with special reference to Precambrian and Neogene (PDF). Episodes. 27 (2): 83—100. Архів оригіналу (PDF) за 25 квітня 2012. Процитовано 18 листопада 2011.
- Ialenti, Vincent. Embracing 'Deep Time' Thinking. NPR Cosmos & Culture. Архів оригіналу за 6 липня 2019. Процитовано 6 липня 2019.
- Ialenti, Vincent. Pondering 'Deep Time' Could Inspire New Ways To View Climate Change. NPR Cosmos & Culture. Архів оригіналу за 6 липня 2019. Процитовано 6 липня 2019.
- Knoll, Andrew H.; Walter, Malcolm R.; Narbonne, Guy M.; Christie-Blick, Nicholas (30 липня 2004). A New Period for the Geologic Time Scale (PDF). Science. 305 (5684): 621—622. doi:10.1126/science.1098803. PMID 15286353. Архів оригіналу (PDF) за 15 грудня 2011. Процитовано 18 листопада 2011.
- Levin, Harold L. (2010). Time and Geology. The Earth Through Time. Hoboken, New Jersey: John Wiley & Sons. ISBN 978-0-470-38774-0. Архів оригіналу за 8 липня 2019. Процитовано 18 листопада 2011.
- Montenari, Michael (2016). Stratigraphy and Timescales (вид. 1st). Amsterdam: Academic Press (Elsevier). ISBN 978-0-12-811549-7.

### Російською
- (рос.) Арсланов Х. А. Радиоуглерод: геохимия и геохронология / Арсланов Х. А. — Л., 1987. — 294 с.
- (рос.) Афанасьев С. Л. Геохронологическая шкала фанерозоя и проблема геологического времени / Афанасьев С. Л. — М. : Недра, 1987. — 143 с.
- (рос.) Геология и геохронология докембрия / Соколов Ю. М. — Л. : Наука, 1989. — 196 с.
- (рос.) Геохронология докембрия Украины / Семененко А. П. — К. : Наукова думка, 1965. — 262 с.
- (рос.) Геохронология СССР : В 3-х тт / Полевой Н. И. — Л. : Недра, 1973-1974.
- (рос.) Геология и геохронология докембрия Восточно-Европейской платформы / Лобач-Жученко С. Б. — Л., 1990. — 301 с.
- (рос.) Изотопная геохимия и геохронология / Левский Л. К. — Л. : Наука, 1990. — 126 с.
- (рос.) Кратц К. О. Геология и геохронология докембрия / Кратц К. О. — Л. : Наука, 1989. — 269 с.
- (рос.) Кузнецов С. С., Моисеенко В. С. Геохронологические таблицы и малый атлас руководящих форм. — Л., 1949. — 80 с.
- (рос.) Методы изотопной геологии и геохронологическая шкала / Шуколюков Ю. А. — М., 1986. — 229 с.
- (рос.) Оноприенко В. И. Методология и понятийный базис геохронологии / Оноприенко В. И. — К., 1984. — 128 с.